# Contes (Alpes-Maritimes)
Pour les articles homonymes, voir Contes.
Contes est une commune française située dans le département des Alpes-Maritimes, en région Provence-Alpes-Côte d'Azur.
Ses habitants sont appelés les Contois.
Commune historique de l'arrière-pays niçois et de l'ancien comté de Nice, elle est depuis toujours un bourg structurant pour la vallée où coule l'affluent du Paillon qui porte son nom, le Paillon de Contes. Contes est un village rural principalement agricole jusqu'à la fin du XIXe siècle avec une population d'un peu moins de 2000 habitants. Contes gagne ensuite rapidement en taille et en influence, avec une phase d'industrialisation liée notamment à l'exploitation des gisements de chaux par une usine Lafarge. Contes s'affirme ainsi au XXIe siècle comme la commune la plus peuplée de l'arrière-pays niçois avec environ 7500 habitants en 2020.
L'héritage industriel et populaire de la commune a marqué son histoire politique : Contes fait partie des communes dites de la "vallée rouge", communes des vallées du Paillon au fort vote communiste dans la seconde moitié du XXe siècle. Bien que le vote de la commune aux élections locales comme nationales soit aujourd'hui plus en faveur de l'extrême-droite, le vote pour la gauche, le parti communiste et ses alliés reste plus élevé que la moyenne départementale. La majorité des maires depuis 1945 sont communistes : entre 1945 et 1951, puis sans discontinuer depuis 1977.
La commune possède une offre culturelle variée : théâtre, médiathèque, musées, bibliothèque associative, école de musique, nombreuses associations et espaces culturels, sportifs et artistiques.  L'important patrimoine naturel de la commune (plus de 50% d'espaces forestiers ou naturels) offre également de nombreux circuits de randonnée, partagés avec les autres communes de la vallée du Paillon. Parmi le patrimoine historique et religieux, on peut citer : l'église Sainte-Marie-Madeleine, qui abrite notamment un retable de François Bréa ; une forge hydraulique pré-industrielle, dite "moulin à fer" unique en France ; et plus généralement le Vieux-Village, témoin de l'architecture du XVIe siècle, civile (fontaine classée, rues couvertes, maisons de village) et religieuse (anciennes chapelles de Pénitents). On peut ajouter, enfin, les ruines du château-fort, situées sur la commune voisine de Châteauneuf-Villevieille, fondé par les Contois au Moyen-Âge.

## Géographie

### Localisation

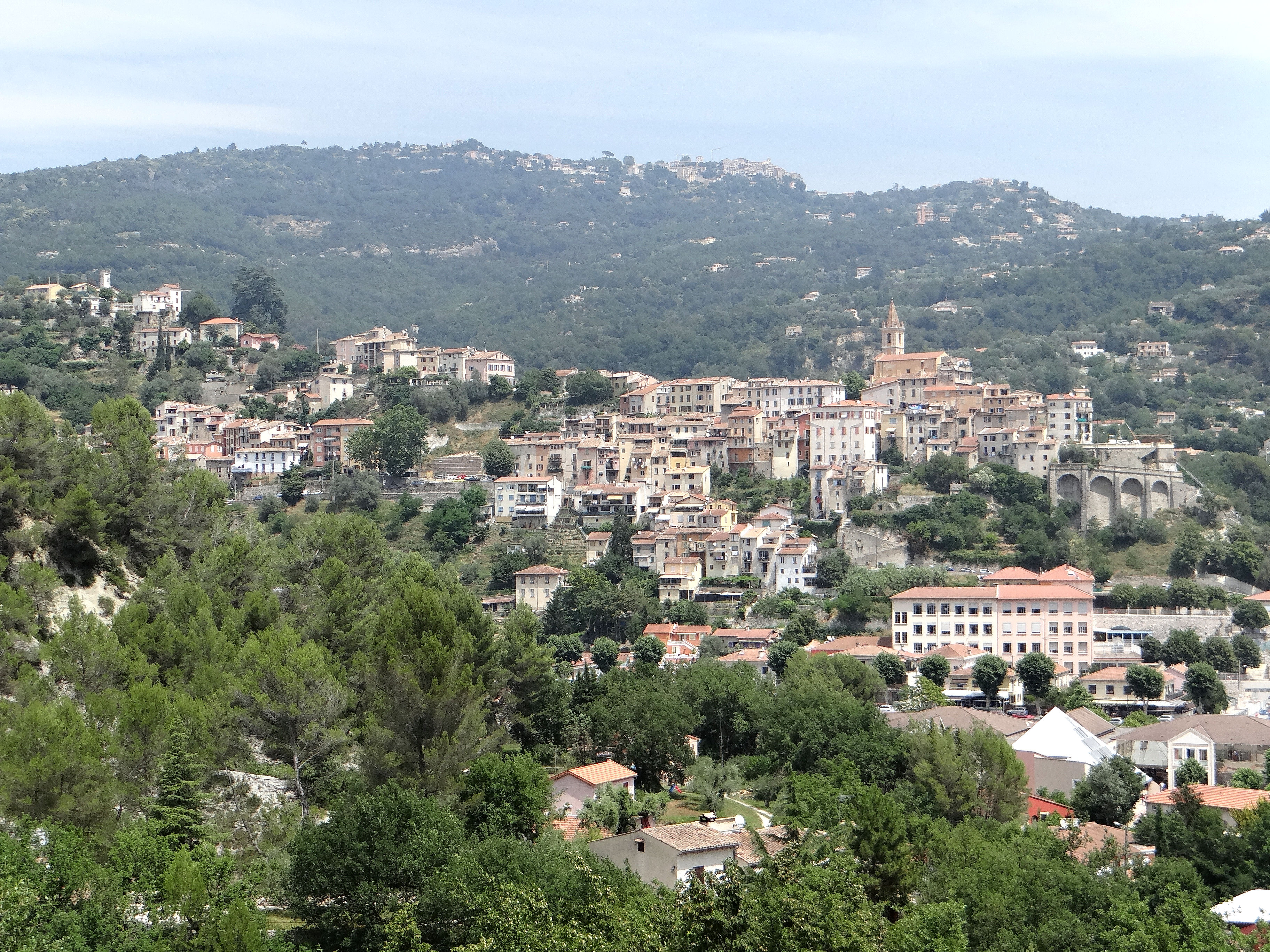
Contes, vue d'ensemble depuis la route de Châteauneuf.

Contes est située au centre de la vallée du Paillon de Contes, l'un des deux affluents principaux du Paillon avec le Paillon de l'Escarène.
Situé à une quinzaine de kilomètres de la côte méditerranéenne, le village fait partie de l'aire urbaine de Nice. De nombreux actifs de la commune travaillent dans les communes du littoral azuréen, et la question de l'amélioration de l'offre de transport (voies routières, train, bus) est un sujet majeur de la vie politique et des politiques d'aménagement de l'ensemble de la vallée, sur le long terme.
La commune est entourée par les hauteurs des Préalpes de Nice : au sud, le mont Macaron (800 m) ; au nord le Férion (1400 m), le Roccaillon (1150 m) et la cime de Rocca Sièra (1500 m), qui ferment la vallée et où se trouvent les sources du Paillon. La commune de Contes s'étend sur près de 2 000 hectares, entre 130 m d'altitude pour la Pointe et 480 m pour Sclos. Son point culminant se situe à proximité de Berre, à 642 m.

### Communes limitrophes
La commune est environnée par les communes de Châteauneuf-Villevieille et, au-delà, le col de Châteauneuf à l'ouest, Cantaron et Blausasc au sud, Berre-les-Alpes à l'est et Bendejun puis Coaraze et le col Saint-Roch au nord.
| Coaraze, Bendejun                  | Berre-les-Alpes | Berre-les-Alpes |
| Châteauneuf-Villevieille           | Contes          | Blausasc        |
| Châteauneuf-Villevieille, Cantaron | Cantaron        | Blausasc        |

### Climat
Pour des articles plus généraux, voir Climat de Provence-Alpes-Côte d'Azur et Climat des Alpes-Maritimes.
En 2010, le climat de la commune est de type climat méditerranéen altéré, selon une étude du Centre national de la recherche scientifique s'appuyant sur une série de données couvrant la période 1971-2000. En 2020, Météo-France publie une typologie des climats de la France métropolitaine dans laquelle la commune est exposée à un climat méditerranéen et est dans la région climatique Var, Alpes-Maritimes, caractérisée par une pluviométrie abondante en automne et en hiver (250 à 300 mm en automne), un très bon ensoleillement en été (fraction d’insolation > 75 %), un hiver doux (8 °C) et peu de brouillards.
Pour la période 1971-2000, la température annuelle moyenne est de 14,8 °C, avec une amplitude thermique annuelle de 15,1 °C. Le cumul annuel moyen de précipitations est de 847 mm, avec 5,8 jours de précipitations en janvier et 3,1 jours en juillet. Pour la période 1991-2020, la température moyenne annuelle observée sur la station météorologique de Météo-France la plus proche, « Peille », sur la commune de Peille à 7 km à vol d'oiseau, est de 10,8 °C et le cumul annuel moyen de précipitations est de 935,0 mm. 
La température maximale relevée sur cette station est de 35 °C, atteinte le 28 juin 2019 ; la température minimale est de −10,3 °C, atteinte le 27 février 2018,,.
| Mois                                  | jan.            | fév.           | mars            | avril         | mai           | juin         | jui.          | août          | sep.            | oct.          | nov.            | déc.            | année      |
| ------------------------------------- | --------------- | -------------- | --------------- | ------------- | ------------- | ------------ | ------------- | ------------- | --------------- | ------------- | --------------- | --------------- | ---------- |
| Température minimale moyenne (°C)     | 0,9             | 0,7            | 3,1             | 5,3           | 9,2           | 13,1         | 15,7          | 15,9          | 11,9            | 8,4           | 4,5             | 1,9             | 7,6        |
| Température moyenne (°C)              | 3,8             | 3,7            | 6,3             | 8,7           | 12,8          | 16,8         | 19,5          | 19,6          | 15,3            | 11,5          | 7,2             | 4,6             | 10,8       |
| Température maximale moyenne (°C)     | 6,6             | 6,8            | 9,6             | 12,1          | 16,3          | 20,5         | 23,2          | 23,3          | 18,7            | 14,5          | 10              | 7,3             | 14,1       |
| Record de froid (°C) date du record   | −7,9 31.01.1999 | −10,3 27.02.18 | −9,6 01.03.05   | −4,9 08.04.03 | −0,1 05.05.19 | 4,7 01.06.06 | 7,8 12.07.00  | 8,6 31.08.12  | 3,1 18.09.1994  | −1,5 28.10.12 | −7,4 23.11.1988 | −9 29.12.1996   | −10,3 2018 |
| Record de chaleur (°C) date du record | 19,8 19.01.07   | 19,8 03.02.20  | 23,4 25.03.1989 | 23,6 10.04.11 | 27,1 24.05.09 | 35 28.06.19  | 30,8 25.07.19 | 32,9 24.08.23 | 27,5 06.09.1988 | 24 01.10.23   | 21,9 10.11.15   | 18,8 13.12.1994 | 35 2019    |
| Précipitations (mm)                   | 87,9            | 61,6           | 63,2            | 85,5          | 58            | 36,9         | 19,4          | 25,5          | 90,5            | 137,2         | 158,6           | 110,7           | 935        |

| Diagramme climatique                                  |            |            |             |           |              |              |              |              |              |            |             |
| J                                                     | F          | M          | A           | M         | J            | J            | A            | S            | O            | N          | D           |
| 6,60,987,9                                            | 6,80,761,6 | 9,63,163,2 | 12,15,385,5 | 16,39,258 | 20,513,136,9 | 23,215,719,4 | 23,315,925,5 | 18,711,990,5 | 14,58,4137,2 | 104,5158,6 | 7,31,9110,7 |
| Moyennes : • Temp. maxi et mini °C • Précipitation mm |            |            |             |           |              |              |              |              |              |            |             |

Les paramètres climatiques de la commune ont été estimés pour le milieu du siècle (2041-2070) selon différents scénarios d'émission de gaz à effet de serre à partir des nouvelles projections climatiques de référence DRIAS-2020. Ils sont consultables sur un site dédié publié par Météo-France en novembre 2022.

## Urbanisme
Le territoire de la commune de Contes reste marqué par son histoire rurale et son isolement de la ville de Nice jusqu'au XIXe siècle. Le centre-ville (architecture XVIe-XIXe), situé au Nord du territoire communal, et les 3 hameaux continuent de polariser l'habitat. La nature reste prédominante : entre la moitié et les deux-tiers de la commune sont constitués de forêts, garrigues, espaces agricoles.
La forte croissance de la population depuis le début du XXe siècle (x 4,5 depuis 1901) et le phénomène de métropolisation autour de la ville de Nice marquent le développement actuel de la commune.
L'habitat s'est déplacé au-delà des centres urbains avec la construction de nombreuses villas (appellation locale des pavillons) sur d'anciennes zones agricoles. Les lotissements sont cependant rares en raison de l'escarpement général des terrains.
Une importante zone d'activités s'est développée entre les quartiers du Gheït-Barella et la Pointe-de-Contes.
L'axe de communication structurant pour la commune suit un axe Sud-Nord, le long de la vallée du Paillon de Contes et de la route départementale D15, depuis Nice jusqu'au vieux-village de Contes, et au-delà vers Coaraze (via la D15) et Berre (embranchement via la D615). Les flux de circulation sont très importants, surtout le matin et le soir avec une réelle saturation de l'axe. En effet, la D15 reste le seul axe permettant aux habitants de la vallée de rejoindre Nice et la Côte d'Azur, hors chemins vicinaux. Ces déplacements sont principalement des déplacements contraints, de travail. L'emploi est en effet concentré dans la région sur la côte.

### Typologie
Au 1er janvier 2024, Contes est catégorisée petite ville, selon la nouvelle grille communale de densité à 7 niveaux définie par l'Insee en 2022.
Elle appartient à l'unité urbaine de Nice, une agglomération intra-départementale dont elle est une commune de la banlieue,. Par ailleurs la commune fait partie de l'aire d'attraction de Nice, dont elle est une commune de la couronne,. Cette aire, qui regroupe 100 communes, est catégorisée dans les aires de 200 000 à moins de 700 000 habitants,.

### Occupation des sols

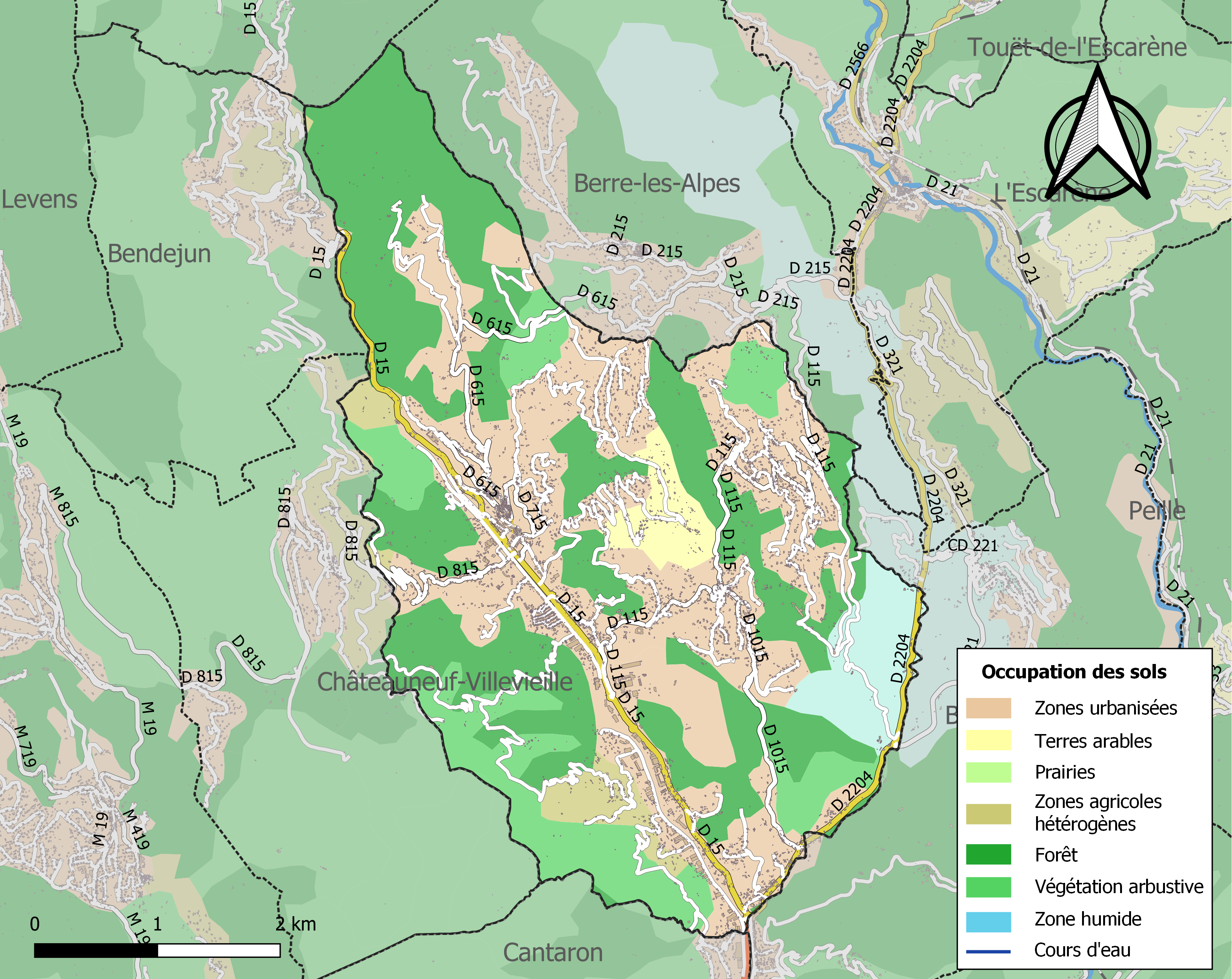
Carte de l'occupation des sols de la commune en 2018 (CLC).

L'occupation des sols de la commune, telle qu'elle ressort de la base de données européenne d’occupation biophysique des sols Corine Land Cover (CLC), est marquée par l'importance des forêts et milieux semi-naturels (53,8 % en 2018), en diminution par rapport à 1990 (58,8 %). La répartition détaillée en 2018 est la suivante :
forêts (36,1 %), zones urbanisées (33,7 %), milieux à végétation arbustive et/ou herbacée (12,7 %), espaces ouverts, sans ou avec peu de végétation (5 %), zones industrielles ou commerciales et réseaux de communication (4,3 %), zones agricoles hétérogènes (3,2 %), cultures permanentes (2,7 %), mines, décharges et chantiers (2,3 %).
L'évolution de l’occupation des sols de la commune et de ses infrastructures peut être observée sur les différentes représentations cartographiques du territoire : la carte de Cassini (XVIIIe siècle), la carte d'état-major (1820-1866) et les cartes ou photos aériennes de l'IGN pour la période actuelle (1950 à aujourd'hui).

### Morphologie urbaine
Contes est constituée de quatre agglomérations historiques : le village proprement-dit et ses trois hameaux, Sclos, la Vernéa et la Pointe. Le centre de Contes se situe en amont de la vallée du Paillon, dans une zone un peu plus large et plane, juste avant que le cours supérieur du Paillon ne se transforme en gorges. La Pointe est en aval, sur l'historique route royale Nice-Turin, à la jonction avec le ruisseau de la Garde. Il s'agit d'un hameau triple, situé à la rencontre de trois communes : il existe donc La Pointe de Contes, La Pointe de Blausasc, et La Pointe de Cantaron. La Vernéa se situe à proximité du ruisseau de la Vernéa, dans une petite vallée à l'est du Paillon de Contes. Sclos enfin, est en amont du ruisseau de la Vernéa. Aujourd'hui, avec environ 7500 habitants sur l'ensemble de la commune, les agglomérations de Contes, la Vernéa et la Pointe ont tendance à fusionner. Sclos se développe également, tout en restant un peu plus excentré.
Le centre-ville de Contes se compose depuis l'origine d'une ville-haute située sur un éperon rocheux, lou couorn, et d'une ville-basse dans la vallée, par le passé successivement implantée rive gauche (quartiers de la Grave, Empeyra, les Parrans, la Lausa...) ou rive droite (quartiers de Miaglia, le Varet, Aqua Bella, le Gheït, les Pastres...). Aujourd'hui, la ville-basse est centrée sur le quartier de la Grave, mais s'est étendue sur les deux rives, et en aval vers la Pointe.
Bien que possédant une importante zone d'activité en aval, le long de la route entre Contes-centre et La Pointe, la nature est dominante, deux tiers d'espaces naturels et de cultures (pin, mimosa et olivier).

### Lieux-dits, hameaux et écarts
Contes compte trois hameaux sur son territoire : Sclos, la Vernéa et la Pointe-de-Contes.

### Habitat et logement
En 2018, le nombre total de logements dans la commune était de 3 313, alors qu'il était de 3 140 en 2013 et de 2 928 en 2008.
Parmi ces logements, 88,9 % étaient des résidences principales, 3,9 % des résidences secondaires et 7,2 % des logements vacants. Ces logements étaient pour 67,9 % d'entre eux des maisons individuelles et pour 31,3 % des appartements.
Le tableau ci-dessous présente la typologie des logements à Contes en 2018 en comparaison avec celle des Alpes-Maritimes et de la France entière. Une caractéristique marquante du parc de logements est ainsi une proportion de résidences secondaires et logements occasionnels (3,9 %) inférieure à celle du département (25,3 %) et  à celle de la France entière (9,7 %). Concernant le statut d'occupation de ces logements, 68,9 % des habitants de la commune sont propriétaires de leur logement (69,2 % en 2013), contre 55,3 % pour les Alpes-Maritimes et 57,5 % pour la France entière.
| Typologie                                               | Contes | Alpes-Maritimes | France entière |
| ------------------------------------------------------- | ------ | --------------- | -------------- |
| Résidences principales (en %)                           | 88,9   | 66,4            | 82,1           |
| Résidences secondaires et logements occasionnels (en %) | 3,9    | 25,3            | 9,7            |
| Logements vacants (en %)                                | 7,2    | 8,4             | 8,2            |

## Toponymie
La localité est dénommée Conte(s) en niçois et gavot, Conti en italien, nom officiel de la commune jusqu'en 1860.
Le site de la commune de Contes est occupé de manière continue depuis l'époque pré-romaine et son nom n'a que peu évolué. La forme actuelle "Contes" est à peu près fixée depuis le XVe siècle. L'origine du nom "Contes" reste cependant sujette à conjectures.
Quelques lectures controversées relient le nom de Contes à un nom propre romain, gaulois ou ligure, Comiten ou *Contio.
La lecture la plus courante relie le Contes actuel à la tribu des Cuntini. Elle-même viendrait d'une base pré-indo-européenne *Kun(t-) signifiant hauteur située à la rencontre, au coin de deux cours d'eau. Le vieux village (le castrum) est en effet placé sur une hauteur au confluent du ruisseau du Riou et du Paillon de Contes. Cette lecture se base sur une stèle dédicatoire du Ier siècle à un dieu (ou héros) local ligure, retrouvée dans l'église Saint-Pierre de l'Escarène.
Contre cette lecture, certains relient Contes à la fonction historique du village comme poste de péage. Contes viendrait de Computis, "(là où l'on fait) les comptes". Ils voient dans cette hypothèse une cohérence historique, une meilleure explication du pluriel Contes et une réponse aux défauts de l'hypothèse Cuntini. En effet, le village de Contes ne s'est établi définitivement sur une hauteur que depuis la crue catastrophique de 1530, qui a emporté l'agglomération historique située en fond de vallée. La hauteur sur laquelle le village a été déporté porte d'ailleurs un nom préexistant, lou Couorn, la Corne, et jouait le rôle de bastion défensif. Par ailleurs, les chartes médiévales font figurer dans les mêmes listes deux fois le nom de Contes, sous des formes variées Comitis, Comptes, Contenes... ce qui indique l'existence de deux villages aux noms presque identiques, l'un étant la commune de Contes actuelle, l'autre étant peut-être le lieu-dit de Comte d'Ongran, abandonné depuis le XIIe siècle, sur la commune de Peille, dans la vallée du Paillon de l'Escarène.
Ce lien des Contois avec les métiers du commerce (malgré la pauvreté générale de la population), et avec les valeurs morales associées (vivacité d'esprit, mais aussi ruse, malice) est également attesté par la tradition des "surnoms" ironiques de villages, pratique courante et vivace jusqu'au début du XXe siècle. Le surnom des Contois est ainsi tremp'oli, mouilleur d'huile, c'est-à-dire vendeurs d'huile frelatée. Les habitants de Sclos de Contes, hameau lié à la commune, sont les superbi, les orgueilleux. Les proverbes disent aussi : Cau quatre Ginouès per enganà un Countès. Il faut quatre Génois (réputés marchands très rusés) pour tromper un Contois, ou encore An pilhat lou Diau au visc. Ils ont pris le Diable à la glue, légende partagée avec les habitants de Coaraze, originaires eux-aussi de la vallée du Paillon de Contes.
D'autres étymologies d'origine populaire existent également, qui bien que fausses, ont marqué l'histoire de la commune. Notamment, une tradition vivante aux XIXe et XXe siècles reliait le nom de Contes au titre de noblesse de comte, et au fait qu'une famille aristocratique habitait le vieux village de longue date. C'est en raison de cette homophonie que le village a été renommé Pointe-Libre par les troupes d'occupation françaises lors de la Révolution. Cette origine est erronée. Au contraire, la commune s’enorgueillissait au contraire d'être "comtesse d'elle-même" depuis 1700, la dignité comtale étant exercée directement par le conseil municipal.
À cause de l'homophonie avec le mot comte, la commune prit le nom de Pointe-Libre durant la période révolutionnaire.
Concernant les hameaux de Contes :
- La Pointe (la Puncha) fait référence à la pointe de terre située entre le Paillon de Contes et le riou de la Garde, où les premiers bâtiments ont été construits ;
- La Vernéa (Vernea) signifie la vernaie, l'aulnaie ;
- Sclos (Sclos) est une déformation de leis cluots, les clos, champs cultivés fermés par des murets[17].

## Histoire

### Les origines et l'Antiquité ligures
L'occupation du site de Contes remonte au moins à l'époque ligure, autour des Ier-IIe millénaires avant notre ère. Le village faisait alors partie de la tribu des Vediantes dont le territoire s'étendait sur les vallées du Paillon et de la Roya, ainsi que sur la basse et moyenne vallée du Var. Leur capitale était Cemenelum, correspondant au quartier niçois actuel de Cimiez. Cette tribu, précocement en contact avec les grecs Massaliotes (Nikaia-Nice était un de leurs postes commerciaux) ainsi qu'avec les Romains, dès les IIIe – IIe siècles avant notre ère, a toujours été dans une relation de neutralité voire d'alliance avec ces puissances. Les Védiantes ne font ainsi pas partie de la liste des peuples soumis par les armées d'Auguste inscrite sur le trophée de la Turbie, et ils bénéficieront dès la création de la province des Alpes-Maritimes du droit latin, signe d'intégration dans l'empire romain.
Au début de l'empire, Contes comme la région niçoise font partie de l'Italie. District militaire dépendant de la région IX Ligurie sous Auguste, la région est érigée en province indépendante, les Alpes-Maritimes, sous Néron en 63. Ce n'est que vers la fin de l'empire, avec les réformes territoriales de Dioclétien à la fin du IIIe siècle, que les Alpes-Maritimes sont rattachées au diocèse de Viennoise, c'est-à-dire pour la première fois à l'espace géographique des Gaules.
De cette période, il ne reste que peu de traces. Quelques pierres ou stèles gravées, un espace pavé en fond de vallée servant de forum, de lieu de commerce et de réunion pour le conseil des anciens (espace qui a donné son nom au lieu actuel : Empeyra, l'"empierré"). Une mention d'un vicus continus (village contois) au IIIe siècle, qui pourrait tout aussi bien faire référence à un lieu-dit sur la commune actuelle de Peille (cf. ci-dessus section Toponymie)..
Comme aujourd'hui, le centre du village se répartissait déjà entre une ville-haute (le castrum), juchée sur un éperon rocheux, lou couorn, aride et escarpé mais permettant une défense efficace ; et une ville-basse (le villum), à l'emplacement changeant en fonction des siècles et des crues du Paillon, rive droite ou rive gauche. La répartition de la population entre les deux agglomérations (distantes de quelques centaines de mètres) fluctuait en fonction des troubles politiques et risques de maraudes et pillages.
Situé dans une vallée fermée mais un peu plus large que ses voisines, à l'écart des voies de communication reliant la côte au Piémont, le village jouit d'une situation paradoxale, qui a valu des origines jusqu'à 1856 : un enclavement et un isolement, mais aussi une population relativement importante en regard de cette absence d'intérêt stratégique.

### Le Moyen-Âge, entre Italie et Provence (jusqu'en 1388)
Au Haut Moyen Âge, Contes suit les appartenances politiques du Pays Niçois : royaume ostrogoth d'Italie, Empire romain d'Orient (exarchat de Ravenne), duché de Ligurie, Royaume lombard, et enfin Empire franc.
Néanmoins, la situation de zone frontière lointaine et l'isolement de la vallée mettent certainement le village à l'écart des conquêtes et des troubles : instabilités de l'empire carolingien, raids et postes-avancés sarrasins...
Sur le plan féodal, à partir du VIIIe siècle, le village dépend en grande partie de l'abbaye Saint-Pons de Nice, comme le reste de la région. À partir de 1108, le chapître de Nice prend la relève, au sein de la République maritime de Nice. Néanmoins, Contes n'eut jamais de seigneurs, et la communauté villageoise en tire une certaine fierté. Pour autant, le village reste un fief divisé en parts seigneuriales, comme il est courant dans la région. Ces parts fonctionnent comme un placement financier pour la noblesse locale, et leur assurent un certain revenu, même si l'incapacité des nobles à posséder un fief entier est aussi un signe de leur déclassement et de leur paupérisation. Contes est ainsi divisée en une trentaine de parts, qui peuvent elles-mêmes être subdivisées.
Dans les faits, la communauté villageoise jouit d'une grande autonomie, déduction faite des taxes et corvées dues à l'abbaye et aux parts seigneuriales. Une assemblée des chefs des familles libres (appelée plus tard Parlement) élit un conseil des anciens, qui désigne lui-même deux consuls, mandats annuels non-renouvelables. À partir de 1237, sous l'autorité du comte de Provence Raymond Béranger, les réformes administratives ajoutent un baile, représentant du pouvoir central, aux côtés des consuls.
La pauvreté générale des terres, leur escarpement, leur taille réduite, fait que l'esclavage était vraisemblablement inexistant. La population se répartit en citoyens propriétaires de leurs terres ; serfs exploitant les terres abbatiales ; et "colons"/métayers, citoyens libres pauvres, ne possédant pas de terres et exploitant les terres d'autrui dans un statut économique proche du servage. La disette et la famine sont récurrente, notamment du XIe au XIIIe siècle, provoquant des exodes vers les villes ou un repli sur de la chasse-cueillette.
À partir du XIe – XIIe siècle, l'amélioration des conditions de vie, des techniques, la fin des troubles militaires, s'accompagne d'une augmentation de la population. Les Contois délaissent quelque peu le Castrum et s'installent plus nombreux dans le Villum, rive droite. Construction d'une église dédiée à Marie-Madeleine dans le quartier du Varet, d'un pont en pierre, de nouveaux moulins à eau (dits défici en niçois/gavot), d'un poste de guet dans le quartier qui en a pris le nom : le gheït,...
Le village compte alors entre 500 et 800 habitants. C'est un chiffre assez important, avec l'apparition de noms de famille toujours présents dans la commune : Scuderi, Camous, Del Serre, Giacobi, Faraut...

### La période moderne savoyarde (1388-1792)
La fin du XIVe siècle est une période de tension pour le comté de Provence. La succession de la reine Jeanne de Naples, morte sans héritiers directs, lance une guerre pour le contrôle du royaume de Naples et du comté de Provence, qu'elle dirigeait. Charles de Duras et Louis d'Anjou s'affrontent : le premier remportera Naples, le second la Provence. La viguerie de Nice, qui au sein de la Provence avait pris parti pour Duras, se trouve isolée. Elle voit dans les prétentions territoriales du comte de Savoie Amédée VII une porte de sortie (contrainte) : c'est la dédition de Nice à la Savoie.
La région, qui devient le comté de Nice en 1526, a avant tout un intérêt stratégique pour la Savoie : disposer d'un accès à la mer via les ports jumeaux de Nice-Villefranche-sur-Mer. Les investissements en infrastructures et en développement économique ne concerneront presque exclusivement que ces deux ports, et la création de la route du Sel, devenue route royale, reliant Nice à la capitale, Turin. A l'écart de cet axe stratégique - la route du Sel est située à l'extrémité sud du territoire de la commune - Contes est ainsi délaissée par le pouvoir ducal. C'est durant cette période que se crée le hameau de la Pointe, à l'origine un relai-auberge le long de la route du Sel, à quelques kilomètres du centre-village.
Cette situation d'autonomie de fait s'accompagne d'une recherche d'indépendance active. Durant tout le XIVe siècle, les Contois rachètent les parts des co-seigneurs. En 1487, la commune dispose enfin de tous ses biens. Le Parlement, le conseil des Anciens et le baile sont reconnus comme seuls interlocuteurs entre la commune et le duc de Savoie En 1503, le Parlement interdit à toute personne de construire des moulins ou fours privés (qui demanderaient des taxes pour leur utilisation) sans l'accord exprès de la communauté villageoise. La même décision chasse du territoire de la commune tous les (ex-)co-seigneurs.
Ces décisions sont confirmées par des actes et jugements jusqu'au XVIIIe siècle. En 1699-1700, le duc vend le titre de comtesse à la commune. Contes devient donc un comté, "comtesse d'elle-même." Mais ces décisions de justice, ces privilèges coûtent cher à la commune. Elle doit payer pour dédommager les ex-seigneurs, pour faire valoir ses droits, mais aussi directement auprès du duché pour financer les campagnes militaires et sièges, en sa vertu de commune libre. Elle doit aussi payer lorsque la guerre vient sur son territoire, en 1691 pour lever le siège des troupes de Louis XIV, ou entre 1744 et 1748, lorsque la guerre de succession d'Autriche fixe le front niçois dans la haute-vallée du Paillon.
Pour parvenir à financer ces taxes et tributs, Contes est obligée de vendre à des particuliers de nombreux terrains communaux. Ces particuliers sont des roturiers locaux, un peu plus aisés que les autres familles, et qui amassent peu à peu terres, immeubles, moulins, fours... Une bourgeoisie locale se met ainsi en place, avec une dizaine de familles qui forment une classe économique et politique dirigeante. Désignés sous le noms de moussus (messieurs) ou mestres (maîtres), ces familles sont celles qui accèdent au Parlement et aux fonctions administratives locales : consuls, bailes, capitaines de la milice... Cette fermeture sociale est accentuée par la mise en place progressive d'un cens pour être électeur au XVIIIe siècle.

#### La catastrophe de 1530
A la fin du Moyen-Âge, la ville-basse était devenue l'agglomération principale de Contes. Le castrum était délaissé. Mais le 9 octobre 1530, une crue du Paillon, crues courantes chaque automne, prend des proportions catastrophiques. Les débris emportés par le torrent forment un barrage à Barella, près de l'usine Lafarge actuelle, où le cours du Paillon se rétrécit. Le village est englouti sous les eaux et les gravats. Le fond de la vallée, plus encaissé qu'aujourd'hui, est empli de roches et se voit surélevé de 3 à 7 mètres.
Cette catastrophe n'aurait fait qu'une seule victime. Mais le cimetière, les moulins, l'église Sainte-Marie-Madeleine, et tout le village, sont perdus. Quelques rares œuvres et documents sont sauvés. Les habitants se réfugient dans le castrum et y construisent la ville-haute encore visible aujourd'hui, typique de l'architecture ligure-niçoise du XVIe siècle : église Sainte-Marie-Madeleine, fontaine Renaissance, chapelles de Pénitents,...
Assez rapidement, les Contois reconstruisent des bâtiments accueillant des activités économiques en fond de vallée : moulins à eau, etc. Mais l'habitat restera principalement sur le castrum jusqu'au XIXe siècle.

### Révolution française et Empire
En 1789, Contes fait partie du royaume de Sardaigne, les événements révolutionnaires français sont donc pour les habitants des événements étrangers. Lorsque la guerre éclate entre la France et la Sardaigne, fin 1792, et que les troupes révolutionnaires arrivent dans la vallée du Paillon, la population locale accueille ces armées avec méfiance. La France représente en effet l'ennemi qui a envahi et pillé à plusieurs reprises le comté de Nice dans les siècles passés. Le Conseil de Contes vote sans enthousiasme le rattachement à la République, comme les communes voisines.
Mais très vite, la situation s'aggrave : de 1792 à 1794, l'a ligne de front entre Français et coalisés est située un peu en amont près de Sospel, Lucéram, Lantosque. Les troupes françaises sont stationnées dans les vallées du Paillon et procèdent à divers pillages.
C'est dans ce contexte que le soulèvement des Barbets apparaît. Pour une part spontané, pour une part encouragé par les coalisés, il s'agit d'un mouvement de francs-tireurs qui attaquent les troupes françaises, en représailles de leurs exactions et de leurs taxations. Plusieurs dizaines de Contois font partie des barbets, et plus encore y apportent un soutien passif ou actif. En dépit de l'envoi de troupes supplémentaires, de mise en place de mesures administratives exceptionnelles, les barbets continuent de mettre en difficulté l'armée française dans le comté de Nice, jusqu'au début de l'empire.
À partir de 1800, le mouvement s'essouffle. Lassitude, répressions et condamnations à mort, mais aussi exactions commises par le camp des coalisés lors de l'éphémère reconquête du comté de Nice en 1800, démobilisent les barbets. Le barbétisme résiduel se transforme peu à peu en brigandage d'opportunisme ou de nécessité. La famine sévit en effet, entre les années 1805 et 1815, à cause des mauvaises récoltes et des impositions impériales. L'opposition à l'empire s'exprime désormais sous la forme de désertion : les jeunes hommes se cachent dans les montagnes, dans les cabanes de bergers.

### Époque contemporaine

#### La restauration sarde (1815-1860)
Le retour du comté de Nice - et de Contes - au sein du royaume de Sardaigne s'accompagne d'un retour des émigrés et d'une amnistie des barbets.
Les cinquante dernières années de la tutelle de la maison de Savoie sur Contes correspondent à l'apogée de la vie paysanne : culture de la châtaigne, vigne, vers à soie, chanvre, mais surtout huile d'olive, qui constitue le pilier de l'économie et des exportations. C'est de cette époque que date le surnom ironique de tremp'oli donné aux Contois, c'est-à-dire mouilleurs d'huile, vendeurs d'huile frelatée,.
Sur le plan politique et administratif, Contes devient chef-lieu d'un mandamento séparé de celui de l'Escarène. La réforme du cens de 1847, le Statuto, réduit encore le collège électoral à 118 électeurs, sur plus de 2000 habitants, signe de la pauvreté généralisée du peuple, quelques familles de notables exceptées.
Durant cette période, on assiste à une frustration grandissante de la population à l'égard du pouvoir sarde, qui se focalise sur l'unité italienne au détriment de ses provinces historiques. Le sous-développement, en comparaison avec le département du Var voisin est patent. A Contes, les projets d'endiguement du Paillon, qui dévaste la vallée à chaque crue, sont sans cesse repoussés. En 1828, deux particuliers réalisent à leurs frais 1000 mètres d'endiguement au niveau du Gheït. La construction d'une route entre Contes et la route du Sel (environ 4 kilomètres) est sans cesse repoussée jusqu'en 1853. L'ouverture d'une voie carrossable n'aura lieu qu'en 1856. Un projet de voie ferrée Nice-Coni passant par Contes est évoqué, puis abandonné en 1853 (la ligne finalement construite passe par le Paillon de l'Escarène).

#### La Belle époque française (1860-1914)
L'annexion à la France suscite avant tout le désintérêt de la population. Celle-ci est encore dans une logique de survie, et les événements du XIXe siècle l'ont détachée du pouvoir savoyard, qui a peu à peu abandonné le comté, sans la rapprocher de la France - les souvenirs des exactions des troupes révolutionnaires et du barbétisme sont encore vivants. La bourgeoisie locale est plus enthousiaste : les perspectives de développement économique sont importantes. Les autorités catholiques font campagne pour le camp français et influencent les paysans : la guerre de Victor-Emmanuel II et de Cavour contre le pape et leurs tendances laïques les rendent hostiles à l'Italie naissante. Le plébiscite des 15 et 16 avril donne ainsi un résultat de 1423 oui pour 1423 votants,.

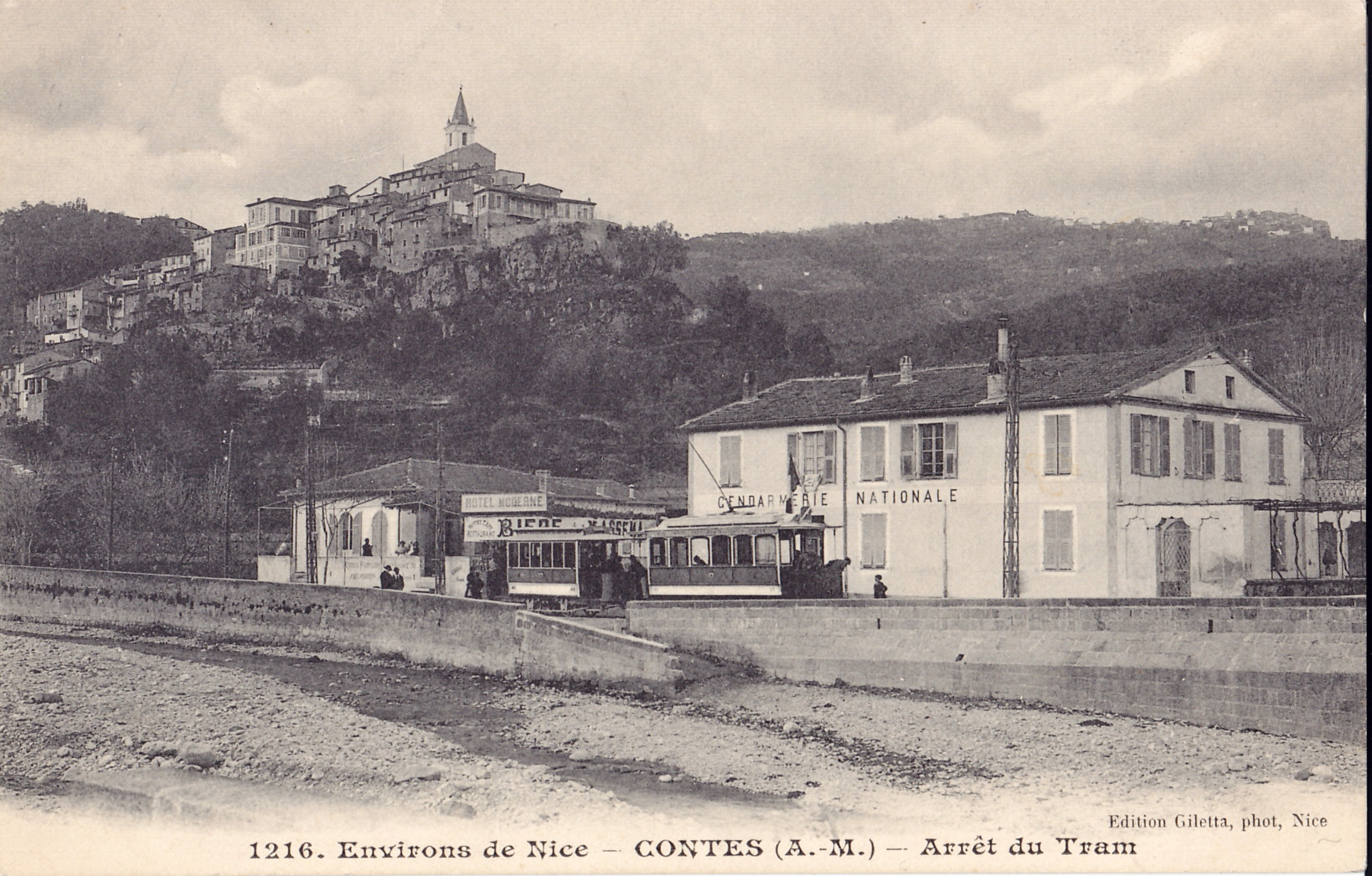
Le bourg est desservi, au début du XX, par une des lignes du Tramway de Nice et du Littoral.

L'administration française investit rapidement pour désenclaver la commune et toute la vallée : reconstruction et pavage de la route entre la Pointe-de-Contes et la ville basse, n'ayant que quelques années mais déjà impraticable à cause des crues (1863) ; construction de bretelles jusqu'au vieux village en hauteur (1865-1870) ; jusqu'à La Vernéa (1872) ; à Sclos (1878) ; vers Châteauneuf-Villevieille (1884) ; vers Berre (1906). En 1900, la ligne de tramway Nice-Contes est ouverte. Le trajet dure 1h et coûte 50 centimes. En revanche, le projet de ligne de train Nice-Coni par Contes est abandonné : la ligne passera par la vallée de l'Escarène seulement Enfin, l'endiguement du Paillon est finalisé en 1875. Dans le même temps, un système d'irrigation dérivant une partie de l'eau du Paillon dans 9 ramifications, dit "canal des arrosants", est créé, et est toujours fonctionnel.
L'instruction publique gratuite ayant été rendue obligatoire en 1878, le conseil municipal, réticent à investir dans l'enseignement primaire, est contraint de rendre gratuite l'école de Contes en 1880. En 1891, des écoles ouvrent à Sclos et la Vernéa ; en 1912, à la Pointe.
La fin du XIXe siècle signe une mutation majeure de l'économie : l'importance de l'agriculture commence à décroître, notamment à cause de mauvaises années de récolte et de la concurrence internationale qui pénalise l'exportation d'huile d'olive. Au contraire, l'emploi industriel se développe fortement. Des industries historiques de la commune disparaissent à cette époque : la "pignatière" (fabrique de céramiques, notamment de marmites, pignatas) de la famille Allardi, vieille de 3 siècles, ferme en 1879. Les deux "malounières" (fabriques de tuiles et briques), situées à Sclos et La Vernéa, existent jusque vers 1920,.
Mais c'est l'exploitation des gisements de chaux et ciments autour du quartier Pincalvin qui va changer le destin de la commune. À partir de 1867, les traditionnels fours à chaux sont remplacés par une Société des chaux et ciments. En 1904, l'usine est rachetée par le groupe Lafarge. La production prend rapidement de l'importance : le ciment produit est utilisé pour le creusement du canal de Suez, et répond aux fortes demandes des promoteurs immobiliers de la Côte d'Azur en plein développement (hôtels, immeubles d'habitation...). L'extension du tramway jusqu'à Contes répond d'ailleurs à des besoins de transport de la main d’œuvre et des marchandises : des wagons transportent le ciment jusqu'au port de Nice. Dès 1884, on compte 200 ouvriers ; 300 en 1914. Les ouvriers proviennent de l'ensemble du canton ; des immigrés italiens s'installent dans la commune ; de nombreux ouvriers agricoles se reconvertissent. Cette usine va apporter de nombreux bienfaits économiques à la commune, au prix d'une pollution (par les poussières) importante. Le problème de pollution ne sera traité que progressivement à partir des années 1960, avec la construction de fours plus économes,.
Ces évolutions économiques et sociologiques dans la commune, le désenclavement, l'arrivée de nouveaux habitants vont modifier l'équilibre politique séculaire. Les familles de notables, seules à avoir le droit de vote sous le royaume de Sardaigne, continuent dans un premier temps de fournir l'essentiel du personnel politique : maires, conseil municipal, conseillers généraux. La pratique de la candidature officielle sous le Second Empire facilite le maintien des hiérarchies existantes. Mais plusieurs événements dans les années 1880 vont changer la donne, parmi lesquels les destitutions de plusieurs maires pour vol et détournement de fonds publics à la suite du tremblement de terre de 1887. En 1889, pour la première fois, le républicain "anti-boulangiste" Flaminius Raiberti est élu au conseil général contre le candidat des notables locaux. En 1906, le premier syndicat ouvrier est créé au sein de l'usine Lafarge ; en 1911 a lieu la première grève.

#### Le développement de la commune à partir duXXesiècle
La Première Guerre mondiale fait perdre 49 hommes à la commune et en blesse de nombreux. Le monument aux morts est inauguré en 1921.
L'entre-deux-guerres voit se développer les fêtes, notamment les fêtes patronales, appelés "festins" dans la région. Carnaval, festin de la Sainte-Marie-Madeleine et festin de la Ceinture à Contes, de la Sainte-Hélène à Sclos, etc. La Foire agricole et artisanale est créée en 1902. Un cinéma itinérant existe et s'installera dans les années 50 dans le quartier de la Grave.
La commune continue de se développer économiquement et démographiquement : un nouveau groupe scolaire est construit entre 1939 et 1941.
Durant la Seconde Guerre mondiale, Contes fait partie de la France de Vichy, puis de la zone d'occupation italienne à partir de fin 1942. La population connait pénuries, rationnement et couvre-feu, même si les terres agricoles permettent de limiter la faim. Par exemple, la direction de l'usine Lafarge fait acheminer depuis les terrains qu'elle possède à Sospel lait et légumes frais chaque jour.
Après-guerre, le développement de la commune s'accélère.
L'usine Lafarge se développe également et structure la vie locale durant les Trente Glorieuses avec une logique paternaliste : formation philharmonique, création d'une école privée pour jeunes filles en 1948, d'une école des cadres en 1950, d'une piscine en 1951. Ces écoles ferment ensuite à partir de 1968 avec l'entrée en vigueur des lois Berthoin portant sur la scolarisation obligatoire jusqu'à 16 ans et la réforme de l'enseignement technique.
À partir des années 1960, l'usine Lafarge reste un employeur important, mais n'est plus la seule activité économique. D'autres fabriques et usines s'implantent, notamment dans la zone d'activité située entre le Gheït et la Pointe-de-Contes. La zone d'activité économique, alors une zone industrielle balbutiante est créée par M. Lisandro Ceragioli, menuisier bien connu du hameau de la Pointe de Contes qui était sous-traitant de l'usine de la chaux et du ciment. Il y construit plusieurs bâtiments industriels. Loués tour à tour à des industriels en devenir, il fait des émules et dès les années 1960 son exemple est suivi. Son fils Benoit Ceragioli dès 1972 crée une menuiserie industrielle qui deviendra la plus grande du département. Président de la zone industrielle, il transmettra le flambeau à Jacques Perrin, industriel du verre. En 2021, le groupe Lafarge-Holcim annonce la fermeture de l'usine, qui ne compte plus alors que 72 salariés,. La municipalité prévoit d'acquérir les terrains de la carrière et de l'usine, pour les reconvertir et réhabiliter en zone d'activité économique à haute valeur ajoutée et environnementale,.
La population double entre 1945 et 1980, puis continue à croître plus lentement. La première école maternelle est ouverte en 1964, le collège Roger Carlès en 1987 (après avoir été hébergé au dernier étage de l'école primaire actuelle). Plusieurs maisons de retraite et de convalescence ouvrent dans la commune en raison du climat favorable. Les flux de circulation entre Contes et la côte se sont accrus jusqu'à la saturation. La pénétrante dite du Paillon a été créée pour fluidifier la circulation, et met aujourd'hui la commune de Contes est à 15–20 minutes du centre de Nice.
La vie culturelle continue de se développer : maison des jeunes, clubs et associations culturelles et sportives, gymnase, école de musique, stades, Festival estival Païoun Ven créé en 1998, théâtre de l'Hélice inauguré en 2013...

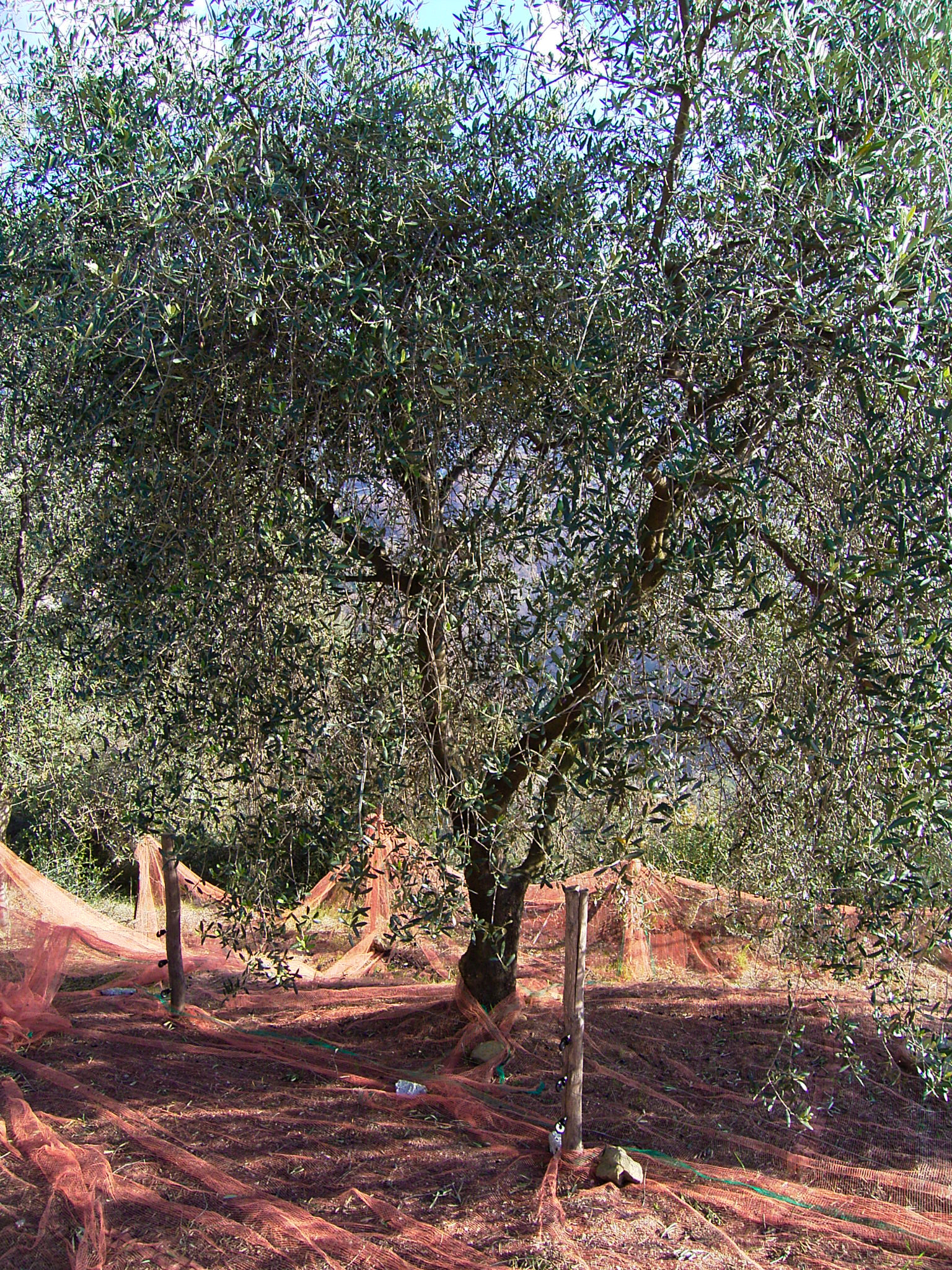
Olivier près de Contes, préparé pour la récolte.
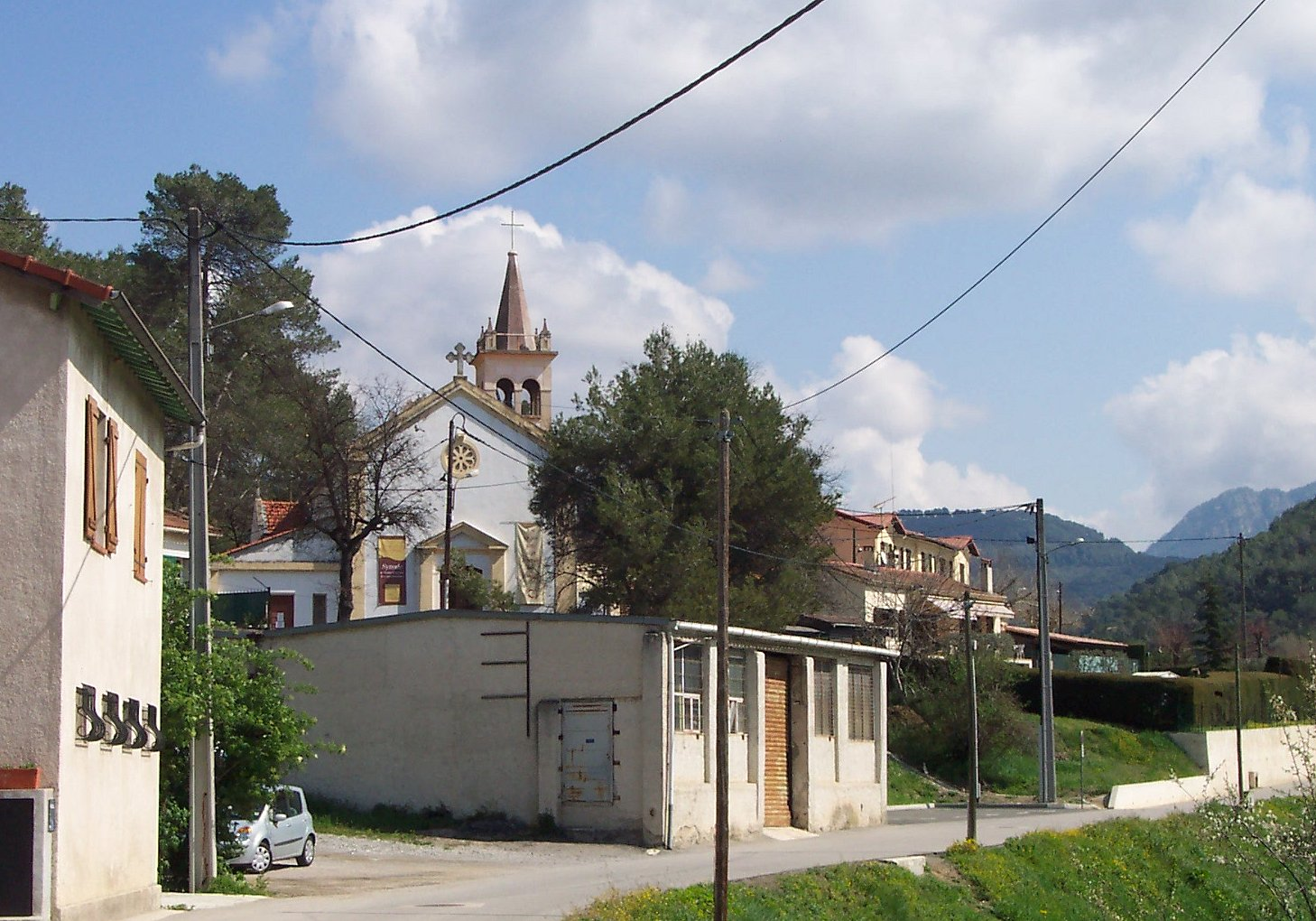
Le hameau de La Pointe.
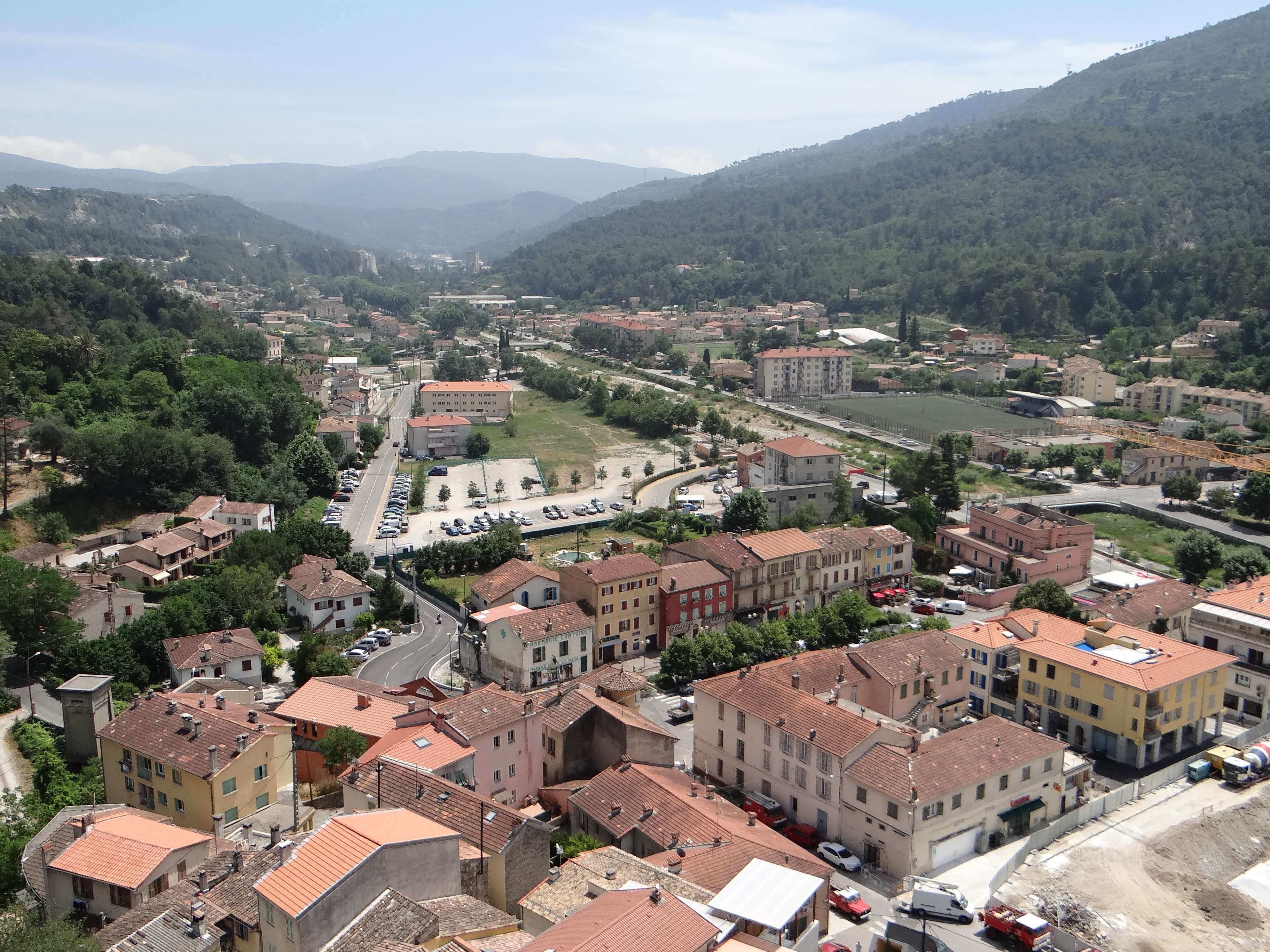
Le développement du village au pied du vieux village.

## Politique et administration

### Rattachements administratifs et électoraux

#### Rattachements administratifs
Depuis l'annexion du comté de Nice à la France, la commune se trouve dans l'arrondissement de Nice du département des Alpes-Maritimes.
Elle était depuis 1818 le chef-lieu du mandement puis du canton de Contes. Dans le cadre du redécoupage cantonal de 2014 en France, cette circonscription administrative territoriale a disparu, et le canton n'est plus qu'une circonscription électorale.

#### Rattachements électoraux
Pour les élections départementales, la commune est depuis 2014 d'un nouveau canton de Contes, porté de 7 à 20 communes et qui s'étend sur les deux vallées du Paillon (de Contes et de l'Escarène), la vallée de la Bévéra et celle de la Roya.
Pour l'élection des députés, elle fait partie de la quatrième circonscription des Alpes-Maritimes.

### Intercommunalité
Contes est membre de la communauté de communes du Pays des Paillons, un établissement public de coopération intercommunale (EPCI) à fiscalité propre créé fin 2003 et auquel la commune avait transféré un certain nombre de ses compétences, dans les conditions déterminées par le code général des collectivités territoriales.

### Tendances politiques et résultats
Lors de l'élection présidentielle de 2017, les résultats des 5 premiers arrivés au niveau national sont à Contes :
- Pour le premier tour : 
  - Marine Le Pen, FN : 39,41% (Alpes-Marimes : 27,75% ; France : 21,30%)
  - Jean-Luc Mélenchon, LFI : 22,37% (Alpes-Marimes : 14,96% ; France : 19,58%)
  - François Fillon, LR : 15,42% (Alpes-Marimes : 27,39% ; France : 20,01%)
  - Emmanuel Macron, En Marche : 12,13% (Alpes-Marimes : 19,04% ; France : 24,01%)
  - Benoît Hamon, PS : 2,73% (Alpes-Marimes : 3,58% ; France : 6,36%)
- Pour le second tour : 
  - Marine Le Pen : 59,01% (Alpes-Marimes : 44,65% ; France : 33,90%)
  - Emmanuel Macron : 40,99% (Alpes-Marimes : 55,35% ; France : 66,10%)

Lors du premier tour des élections municipales de 2020 dans les Alpes-Maritimes, la liste DVG menée par le maire sortant Francis Tujague obtient la majorité absolue des suffrages exprimés, avec 2 313 voix (81,58 %, 27 conseillers municipaux élus dont 9 communautaires), devançant très largement celles menées respectivement par : 
 
- Kareen Woignier (LR, 308 voix, 10,86 %, 1 conseiller municipal élu) ;

- Christophe Ceragioli (DVD, 214 voix, 7,54 %, 1 conseiller municipal élu).

Lors de ce scrutin marqué par la pandémie de Covid-19 en France, 46,11 % des électeurs se sont abstenus.
Au premier tour de l'élection présidentielle de 2022, les quatre premiers candidats sont : Marine Le Pen (36,80 % des suffrages exprimés), Emmanuel Macron (16,08 %), Jean-Luc Mélenchon (14,73 %) et Éric Zemmour (12,31 %).
Lors du second tour, Marine Le Pen recueille 2 650 voix (64,95 %) et le candidat élu Emmanuel Macron, 1 430 voix (35,05 %). Lors de ce scrutin, 19,36 % des électeurs se sont abstenus.

### Liste des maires
| Période                                  | Période                     | Identité            | Étiquette   | Qualité |
| ---------------------------------------- | --------------------------- | ------------------- | ----------- | --- |
| Les données manquantes sont à compléter. |                             |                     |             | |
| 1860                                     | 1870                        | Jacques Giacobi     |             | |
| Les données manquantes sont à compléter. |                             |                     |             | |
| 1877                                     | 1878                        | Jean Allardi        | Républicain | Avocat Conseiller général de Contes (1872 → 1877) |
| 1878                                     | 1878                        | André Castelli      |             | |
| 1878                                     | 1881                        | André Gasiglia      |             | |
| 1881                                     | 1885                        | Louis Penchienati   |             | |
| 1885                                     | mai 1885                    | André Gasiglia      |             | |
| 1885                                     | 1888                        | Henri Cession       |             | |
| 1888                                     | 1900                        | Eugène Giacobi      |             | Administrateur de sociétés, consul de Monaco à Nice Conseiller municipal de Nice (1892 → 1896)                                                                                 |
| 1900                                     | 1904                        | Honoré Passeron     |             | |
| 1904                                     | 1930                        | Jean Baptiste Robin |             | |
| Les données manquantes sont à compléter. |                             |                     |             | |
| 1933                                     | 1939                        | André Gasiglia      | RG          | Avoué à Nice Conseiller général de Contes (1919 → 1934) |
| 1939                                     | 1944                        | Félix Ricolfi       | Rad.        | Médecin Conseiller général de Contes (1937 → 1940) |
| 1944                                     | 1945                        | Hippolyte Cauvin    |             | |
| 1945                                     | 1951                        | François Demattéis  | PCF app.    | Homme d'affaires, directeur général du Palais des Fêtes de Nice Conseiller général de Contes (1945 → 1951)                                                                     |
| 1951                                     | octobre 1965                | Albert Ollivier     | SFIO app.   | Médecin Conseiller général de Contes (1951 → 1965) Sénateur suppléant d'Alex Roubert (1962 → 1965) Mort en fonction                                                            |
| 1965                                     | 1975                        | Marius Pencenat     |             | Directeur d'école |
| 1975                                     | mars 1977                   | François Ceccaldi   | MSP         | Médecin |
| mars 1977                                | mars 1996                   | Roger Carlès        | PCF         | Conseiller général du canton de Contes (1970 → 1996) Mort en fonction |
| mai 1996                                 | En cours (au 12 avril 2023) | Francis Tujague     | PCF         | Ingénieur agronome retraité Conseiller général puis départemental de Contes (1996 → 2021) Président de la CC du Pays des Paillons (2001 → 2014) Réélu pour le mandat 2020-2026 |

### Élus locaux
- Roger Carlès fait partie des personnalités politiques marquantes de la « vallée rouge » du Paillon et du monde de la terre en Pays niçois pour la période de l'après-seconde guerre mondiale. 
Né le 25 février 1925 à Contes, il adhère au communisme en 1946, dans les années où le PCF se veut la force agissante de la reconstruction de la France après avoir été celle de sa libération à travers les combats de la Résistance. Élu conseiller municipal de Contes en 1953 sur la liste d'Albert Ollivier (SFIO), il occupe le poste d'adjoint à partir de 1965. Il emporte la mairie pour le compte de son parti, au sommet de la grande vague de l'Union de la gauche en 1977, et la dirige jusqu'à sa mort. 
Pendant 25 ans il représente son canton au conseil général des Alpes-Maritimes. Mais c'est surtout au mouvement paysan et associatif rural que Roger Carlès consacre l'essentiel de son activité et de son énergie militante. Après avoir fait ses premières armes à l'Union Paysanne aux côtés de Jean Laurenti et d'Honoré Grinda, il joue un rôle de premier plan dans les instances départementales du Centre National des jeunes agriculteurs (CNJA) et de la FDSEA, le syndicat des exploitants agricoles ainsi qu'à la Chambre d'Agriculture de Nice. L'homme fut de tous les combats avec « Ceux de la Terre », des jours de colère du grand hiver de 1956 qui décima les cultures d'oliviers jusqu'aux années 1980-90 pour la défense et le maintien des activités rurales du moyen pays [40]. Il permit le maintien d'exploitations agricoles locales en prenant la présidence de la caisse locale du Crédit Agricole de Contes. Roger Carlès est l’un des 500 élus qui ont parrainé la candidature de Georges Marchais (PCF) à l’élection présidentielle de 1981[41]. Il meurt le 9 mars 1996, terrassé par une crise cardiaque. Une élection municipale partielle a donc  lieu en 1996, amenant à l'élection de son adjoint Francis Tujague comme nouveau maire. Celui-ci est élu peu après conseiller général des Alpes-Maritimes dans le canton de Contes.
- Francis Tujague, né en 1947 dans le Gers, fils et petit-fils de paysans. Il devient adjoint de Roger Carlès en 1977, et maire depuis 1996[42]. 
Désormais retraité, il a été ingénieur agronome, puis directeur à la Chambre d'agriculture des Alpes-Maritimes. Son engagement de "communiste pragmatique" sera centré sur le désenclavement et le développement des infrastructures à Contes et dans la vallée du Paillon, historiquement délaissées par le département, ancré à droite : pénétrante du Paillon, lycée René-Goscinny de Drap, gymnase, médiathèque, théâtre à Contes[28]...

## Équipements et services publics

### Équipements sportifs
- Gymnase, chemin de Miaglia
- Terrain de tennis, chemin du Baudaric
- Terrain de softball, chemin du Pilon
- Terrains de pétanque, à Contes, La Pointe, La Vernéa et Sclos
- Terrain de basketball, chemin de Miaglia
- Skatepark, chemin de Miaglia
- Site d'escalade en milieu naturel du Plantier

## Population et société

### Démographie
L'évolution du nombre d'habitants est connue à travers les recensements de la population effectués dans la commune depuis 1793. Pour les communes de moins de 10 000 habitants, une enquête de recensement portant sur toute la population est réalisée tous les cinq ans, les populations de référence des années intermédiaires étant quant à elles estimées par interpolation ou extrapolation. Pour la commune, le premier recensement exhaustif entrant dans le cadre du nouveau dispositif a été réalisé en 2008.

En 2022, la commune comptait 7 722 habitants, en évolution de +4,07 % par rapport à 2016 (Alpes-Maritimes : +2,85 %, France hors Mayotte : +2,11 %).
| 1793  | 1800  | 1806  | 1822  | 1831 | 1838  | 1841 | 1848  | 1851 |
| ----- | ----- | ----- | ----- | ---- | ----- | ---- | ----- | ---- |
| 1 442 | 1 474 | 1 426 | 1 838 | 293  | 1 861 | 309  | 1 904 | 287  |

| 1858  | 1861  | 1866  | 1872  | 1876  | 1881  | 1886  | 1891  | 1896  |
| ----- | ----- | ----- | ----- | ----- | ----- | ----- | ----- | ----- |
| 1 930 | 1 707 | 1 748 | 1 560 | 1 588 | 1 681 | 1 655 | 1 634 | 1 688 |

| 1901  | 1906  | 1911  | 1921  | 1926  | 1931  | 1936  | 1946  | 1954  |
| ----- | ----- | ----- | ----- | ----- | ----- | ----- | ----- | ----- |
| 1 653 | 1 716 | 1 911 | 2 013 | 2 524 | 2 752 | 2 717 | 2 003 | 2 366 |

| 1962  | 1968  | 1975  | 1982  | 1990  | 1999  | 2006  | 2008  | 2013  |
| ----- | ----- | ----- | ----- | ----- | ----- | ----- | ----- | ----- |
| 2 876 | 3 458 | 4 123 | 4 941 | 5 867 | 6 551 | 6 828 | 6 909 | 7 279 |

| 2018  | 2022  | - | - | - | - | - | - | - |
| ----- | ----- | - | - | - | - | - | - | - |
| 7 429 | 7 722 | - | - | - | - | - | - | - |

### Manifestations culturelles et festivités
Les festins sont les fêtes patronales du pays niçois, qui ont généralement lieu à la belle saison. Contes et chacun des hameaux ont leur propre festin (et même 2 pour Contes) :
- Le Festin de la Saint-Pierre-et-Paul, fin juin, à la Vernéa ;
- Le Festin de la Saint-Marie-Madeleine, le 15 août, à Contes ;
- Le Festin de la Sainte-Hélène, mi-août, à Sclos ;
- Le Festin de la Saint-Maurice, fin-août, à La Pointe ;
- Le Festin de Notre-Dame-de-la-Ceinture (ou Festin de la Ceinture), mi-octobre, à Contes. Une grande soupe au pistou est organisée à l'occasion de ce festin.

D'autres événements annuels rythment également la vie communale :
- Le festival estival "Païoun Ven" organise des soirées culturelles (concerts, représentations théâtrales, stand-up...) de juin à août
- les deux foires agricoles et artisanales, de printemps (mai) et d'été (septembre) ;
- le marché de Noël ;
- le marché et le bal du 14 juillet ;
- la Fête de la musique
- etc.

### Vie associative
La vie associative est très active. Plusieurs dizaines d'associations et collectifs opèrent dans tous les champs de la culture, des arts, des sports : sauvegarde du patrimoine et de l'environnement, musique et danse, football, tir à l'arc, chasse, cyclisme et vélo cross, pétanque, football, charité et solidarité à l'international... On notera le club de softball, "les Cobras du BC Contois", dont l'équipe masculine devient championne de France en 2019

## Économie
L'association des Entreprises des Vallées du Paillon (EVP) fédère les entreprises de Contes, de la Communauté de Communes du Pays des Paillons, ainsi que de Drap, Châteauneuf-Villevieille, Saint-André-de-la-Roche, et La Trinité. Les entreprises implantées dans la zone industrielle et artisanale sont elles aussi rassemblées dans une association.

### Oléiculture
La culture de l'olivier (commune à l'ensemble de l'arc méditerranéen) est une activité traditionnelle de la commune. Celle-ci fait partie du territoire concerné par l'appellation d'origine contrôlée « Olive de Nice ».

### L'industrie de la chaux et du ciment

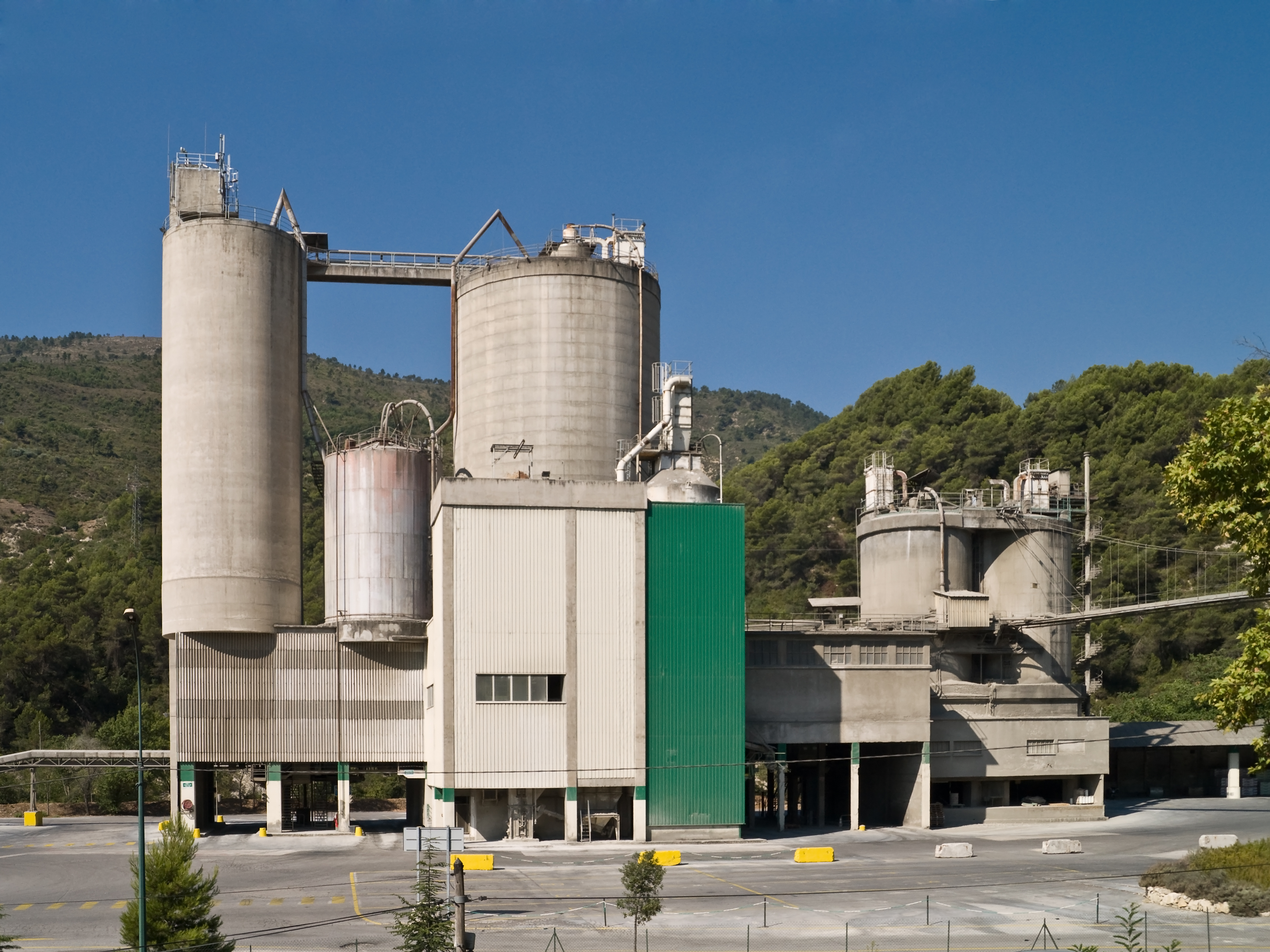
Les silos de la cimenterie Lafarge à Contes

L'extraction de pierre et la fabrication du ciment ont été pendant plus de 150 ans les principales activités industrielles de Contes.
Le sol de la commune étant riche en marne (roche argilo-calcaire), les Contois avaient coutume de fabriquer leur chaux, utilisée dans la construction des maisons et des bergeries. Des fours de campagne (« fournas ») se trouvaient dans différents quartiers. La véritable exploitation industrielle des pierres à chaux de Contes démarra dans la deuxième moitié du XIXe siècle. En 1867, une Société des chaux et ciments installa une usine de traitement des terres sur un grand terrain du quartier Pincalvin. Cette unité de production se développa sous des noms successifs : Usine des carrières à chaux hydraulique des Mouchettes, puis Société anonyme des chaux et ciments de Contes-les-Pins. Son expansion s'accompagna du développement des moyens de transport, notamment de l'ouverture d'une ligne de tramway Nice-Contes au début du XXe siècle.
En 1884, l'usine employait plus de 200 ouvriers. Elle comprenait deux fours à chaux verticaux de 8 mètres de hauteur. L'énergie était fournie par une machine à vapeur, remplacée en 1900 par l'énergie électrique. En 1904, l'usine fut rachetée par l'entreprise de chaux et ciments des frères Pavin de Lafarge. En 1906, elle était équipée de 15 fours. Elle en comptait 25 en 1908 : 19 pour la chaux et 6 pour le ciment Portland. Ces derniers étaient passés à 14 à la veille de la Première Guerre mondiale. En 1914, l'usine employait 300 salariés environ. Même si, avec les travaux de modernisation et d'automatisation le nombre de salariés décroît peu à peu à partir des années 1960, l'usine continue de structurer l'activité économique de la commune et du canton tout au long du XXe siècle.
En 2006, une exposition a commémoré un siècle d'histoire commune entre Contes et Lafarge.
En 2021, le groupe Lafarge-Holcim annonce la fermeture de l'usine, qui ne compte plus alors que 72 salariés, C'est la fin d'une histoire industrielle pluriséculaire. La municipalité prévoit d'acquérir les terrains de la carrière et de l'usine, pour les reconvertir et réhabiliter en zone d'activité économique à haute valeur ajoutée et environnementale,.

### Autres industries notables
- La MEPPS, leader mondial des leurres pour la pêche en eau douce, fondée en 1938 à Paris, est implantée à Contes depuis 1965[52].

## Culture locale et patrimoine

### Lieux et monuments

#### Vieux-village de Contes
- L'église Sainte-Marie-Madeleine est inscrite sur l'Inventaire supplémentaire des Monuments historiques en 1943[53]. L'église possède un orgue installé dans l'église au printemps 1873 par le facteur d'orgue Frederico Valoncini. Il a été restauré entre 2008 et 2010[54].
- Jouxtant l'église Sainte-Marie-Madeleine, une fontaine Renaissance pourvoit de l'eau place de la République depuis le XVIe siècle. Ne possédant alors que deux citernes alimentées par l'eau de pluie, l'assemblée des chefs de feux avait décidé en 1466 de faire venir de l'eau dans le castrum. La source de la Maïre de Riodan située à 2 500 m, est achetée mais les difficultés pour acheter les terrains nécessaires au passage du canal d'alimentation vont être longues à régler. C'est finalement en 1572 que l'eau arrive dans le village, et en 1587 que cette fontaine a pu être construite. Elle a été classée monument historique en 1906[55]. Elle est ornée d'un blason sculpté représentant un tronc avec des feuilles d'olivier ; il pourrait s'agir du premier blason de la commune[56],[57].
- La chapelle Saint-Joseph des Pénitents du XVIe siècle.
- La chapelle Saint-Roch datant du XVIe siècle, a été restaurée en 1953.
- La chapelle Saint-Martin, ancienne chapelle des Pénitents noirs.
- La rue du Fraou avec ses passages voûtés et les ruelles, rues Penchienatti, du Castel..., autour de l'ancien castel, le fortum, donnent une idée du vieux village. La plus ancienne porte date de 1556. Plusieurs linteaux de porte sont ornés du monogramme du Christ[Lequel ?], ou chrisme. La décoration des maisons change au XIXe siècle. À la fin du XIXe siècle, les propriétaires les plus riches les font décorer de frises en tête des murs par des artistes venus du Piémont.
- De l'ancien castel, il reste une pierre gravée découverte dans un mur en 1972 et scellée dans l'entrée principale.

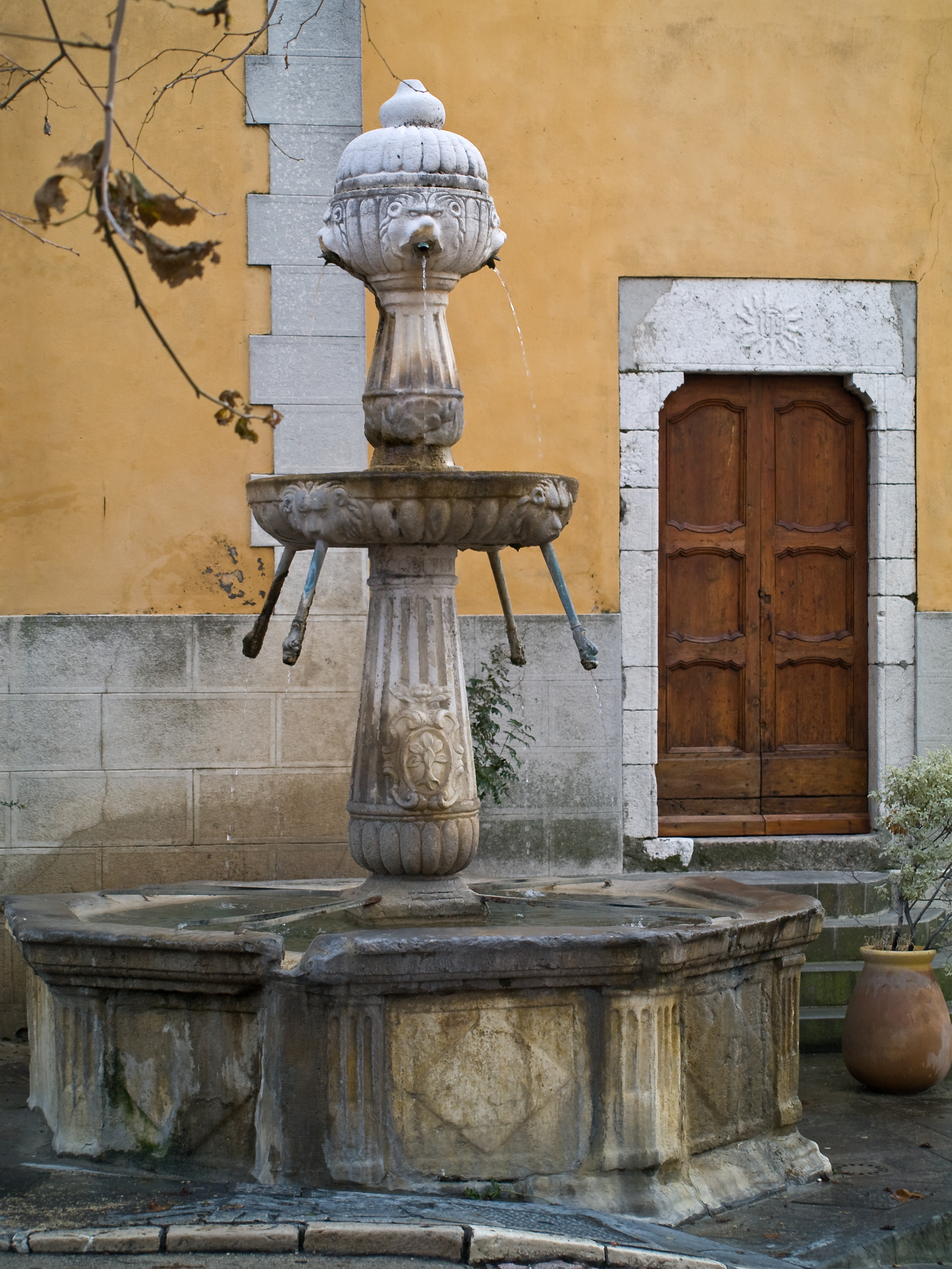
La fontaine Renaissance devant l'église.
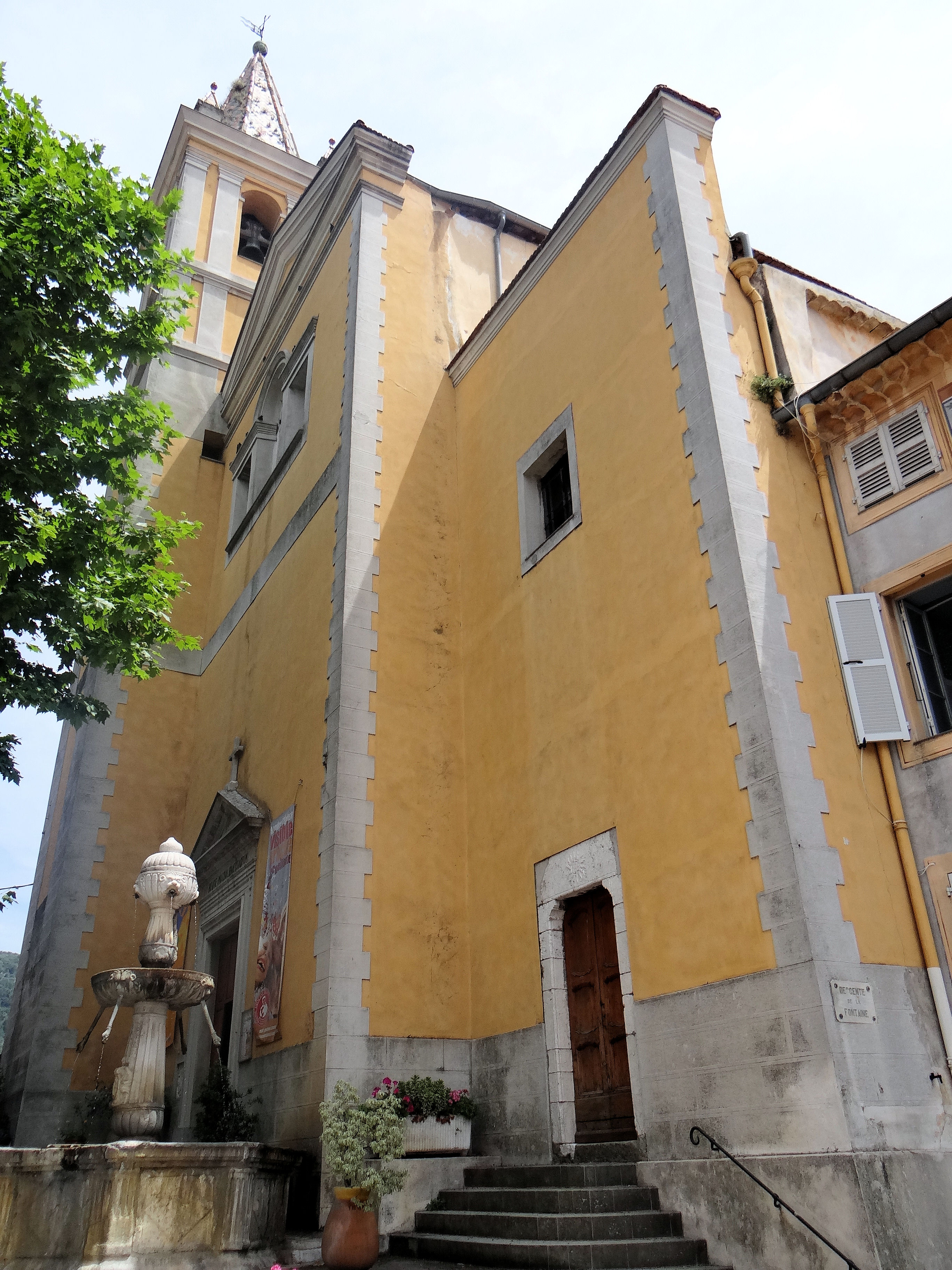
L'église Sainte-Marie-Madeleine.
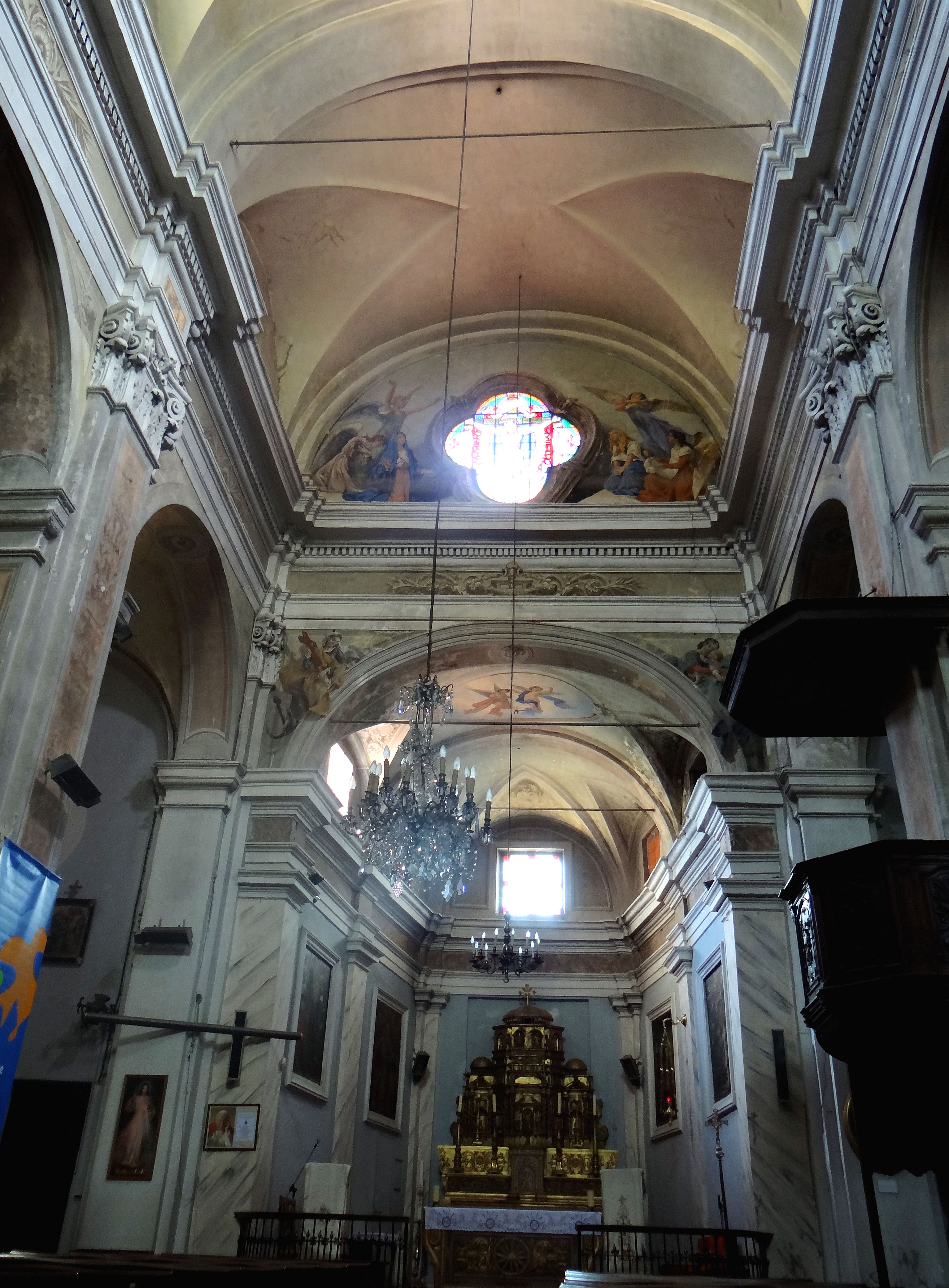
L'église Sainte-Marie-Madeleine.
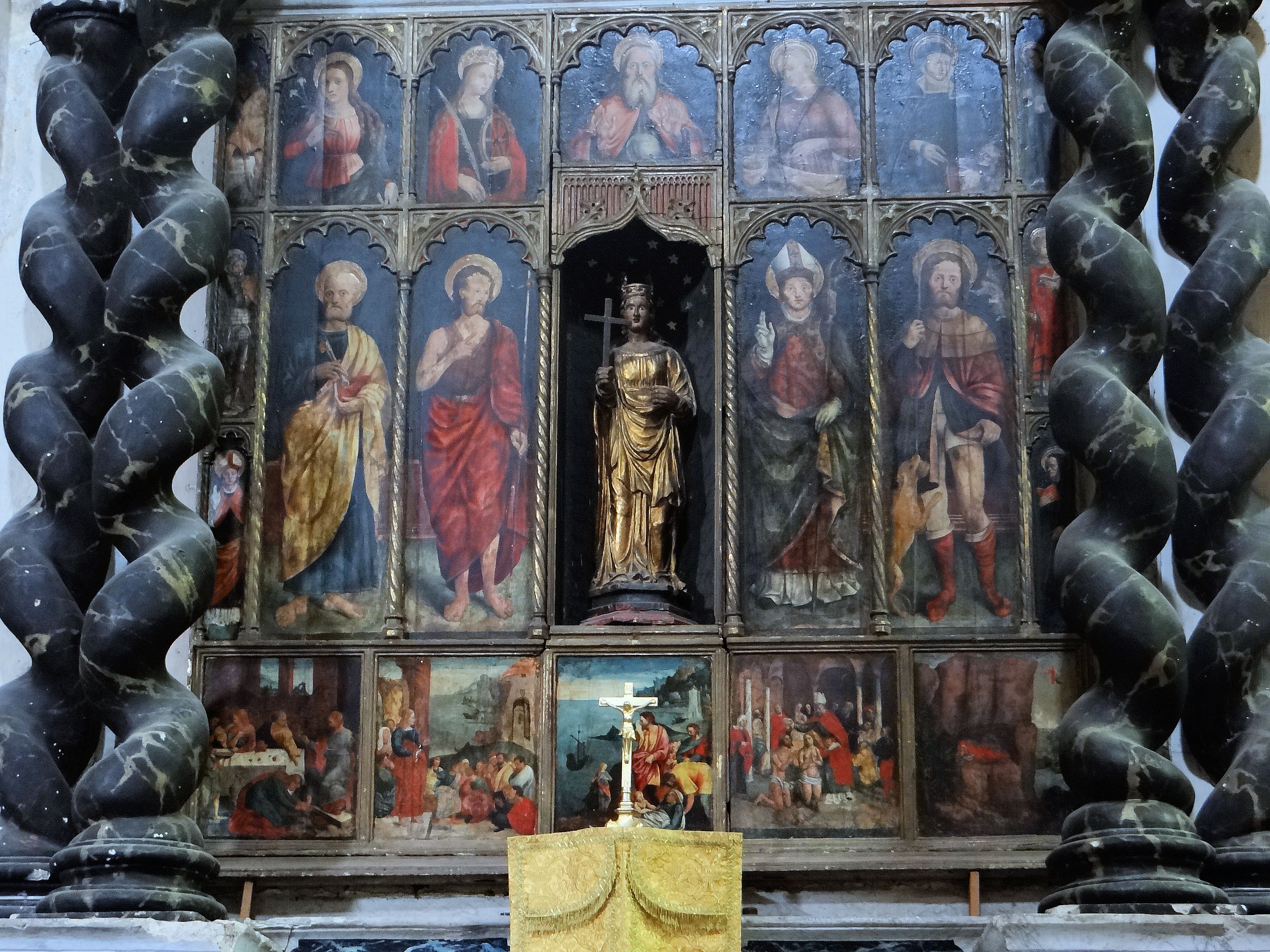
L'église Sainte-Marie-Madeleine : retable attribué à François Bréa.
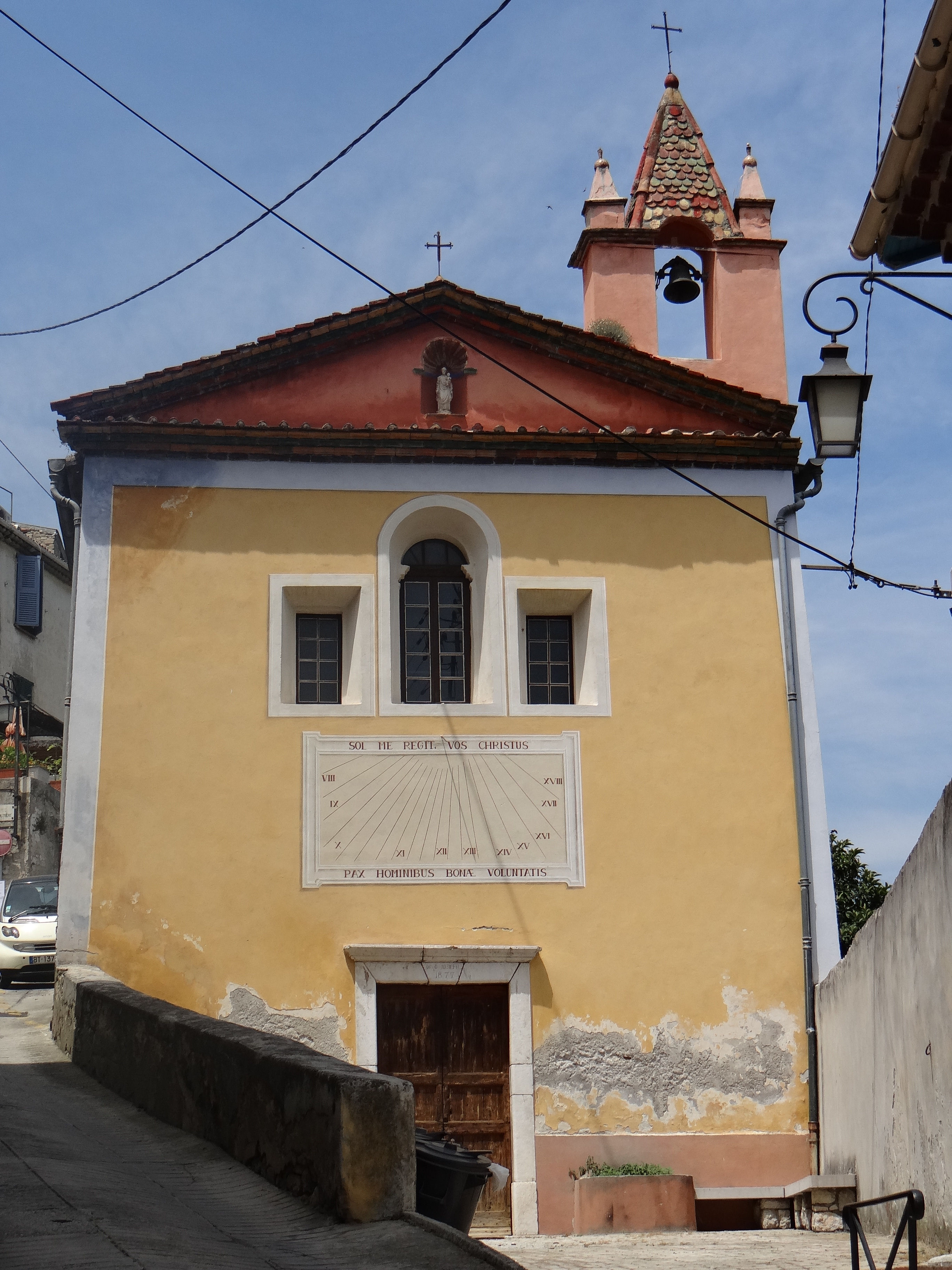
Chapelle Saint-Joseph-de-la-Miséricorde, ancienne chapelle des Pénitents Noirs.

#### Ville-basse de Contes
- Le moulin à fer, appelé aussi le martinet, classé Monument Historique en 1979[58]. Elle est la seule à avoir encore sa forge d'origine. Elle reste un témoin précieux des techniques du Moyen Âge. Cette technique apparaît au XIIe siècle. Ce moulin a fonctionné jusqu'en 1965.
- Le moulin à huile de la Laouza. Des textes mentionnent un moulin à huile fonctionnant avec la force motrice de l'eau à Contes en 1108. D'autres moulins sont construits plus tard aux lieux-dits Pairans et Saint-Roch. En 1841, les marchands niçois surnomment les Contois les «Tremp'oli», les mouilleurs d'huile.

#### Hameaux
- Église Sainte-Hélène de Sclos de Contes, du XVIe siècle
- Église Saint-Maurice de la Pointe de Contes.
- Église Saints-Pierre-et-Paul de la Vernéa.

### Sentiers et chemins de randonnées
Plusieurs dizaines de sentiers et anciens chemins muletiers rayonnent depuis le Vieux-Village de Contes vers les hameaux, les communes voisines, les lieux-dits. Ces chemins étaient jusqu'à la fin du XIXe siècle des voies de communication vitales, en raison du caractère montagneux de la géographie et de l'absence de vraie route carrossable.
Aujourd'hui ces sentiers sont toujours utilisés par les habitants et les randonneurs. Notamment, le sentier du Vieux-Village de Contes à la chapelle Sainte-Hélène de Sclos est toujours utilisé de nos jours pour la fête de la croix et du printemps, une procession remontant au XIIe siècle destinée à demander un été suffisamment pluvieux et sans sécheresse,.

### Patrimoine culturel

#### Langue niçoise, langue locale
Le comté de Nice est une terre au croisement de nombreuses frontières politiques historiques, et cela vaut aussi pour les langues parlées : nissart, provençal maritime, gavot, ligure, piémontais, cohabitent et se succèdent en l'espace de quelques dizaines de kilomètres. Le territoire de Contes n'échappe pas à cette situation.
Le positionnement de la commune dans la moyenne vallée du Paillon, à une quinzaine de kilomètres de Nice, situe historiquement Contes à la frontière nissart-gavot, tout en étant plutôt du côté gavot. La toponymie en atteste : avec des noms de quartiers ou de chemins, tels que Sclos (déformation de Leis Cluots), Las Ayas, Lou Savel... Cela témoigne de l'isolement de ces vallées qui, bien qu'à très peu de distance de la mer, vivaient plutôt tournées vers l'arc alpin et l'aire gavote (ou vivaro-alpine).
Néanmoins, le désenclavement de la commune à la fin du XIXe siècle, et les évolutions sociales et culturelles ont déplacé progressivement la frontière linguistique. Les échanges au quotidien avec Nice se sont intensifiés. L'imposition du français par l'administration, notamment à l'école, a plus affaibli le gavot que le niçois. Alors que le gavot est en voie de disparition rapide, le niçois s'est affirmé comme une langue de culture et de folklore. Les personnes nées dans la première partie du XXe siècle à Contes disent qu'elles parlent "contois" ; celles nées après-guerre et surtout à partir des années 1970 et du renouveau du nissart, disent qu'elles parlent "niçois". L'institutionnalisation de l'enseignement du niçois, dont le collège de Contes a été un des fers de lance historiques ; le développement d'associations et collectifs ; une nouvelle génération d'écrivains en niçois dans l'ensemble du comté. Tout cela a permis de remettre cette langue en avant, pour la "sauver" face au français hégémonique, mais au détriment du gavot, plus faible, avec une moins grande légitimité culturelle.
Aujourd'hui, le niçois est une langue de culture plutôt qu'une langue du quotidien, visible notamment sur les devantures de magasins (La Picada, Les Tchitchou...) ou dans les associations et événements culturelles (Païoun Ven, Lou Fustié, Lou Puey, Li Countès...).
S'il y a une langue locale encore vivace, c'est plutôt un mélange de français et d'expressions et mots niçois, similaire à la situation dans le reste de l'Occitanie, qu'on a pu appeler le francitan.

#### Équipements culturels
- Médiathèque de Contes, place Allardi
- Maison de la Musique et de la Danse, chemin de Miaglia
- Théâtre de l'Hélice, route de Châteauneuf
- Stade de football Bruno De Zottis, avenue Marcel Celeschi.

#### Musées
- Musée de la vigne et du vin, rue Scudéri dans le vieux-village
- Musée des arts et traditions populaires, place de la République, dans le vieux-village
- Musée du Carnaval, musée privée dédié au Carnaval de Nice, chemin de Las Ayas

### Personnalités liées à la commune

#### Politique et vie publique
- Jean Allardi, est un homme politique français, né le 1816 à Contes et mort le 1877 à Contes. Avocat, maire de contes, conseiller général des A.M. Il crée à Contes la première brigade de gendarmerie et le premier télégraphe. Son nom est donné à la place de la Grave[63].
- Humbert Ricolfi, est un homme politique français, né le 1er septembre 1886 à Contes et mort le 28 novembre 1959 à Contes. Avocat.
- Célestin Freinet, prit son premier poste d'instituteur (comme remplaçant) à Contes, du 17 janvier 1919 au 17 février 1919. Il logeait à "l'hôtel Sélect pension de famille"
- Paul d'Ortoli, percepteur à Contes de 1939 à 1943, né à Sartène, en 1894. Il est arrêté à Contes par la Gestapo pour faits de résistance, le 10 octobre 1943. Déporté, il est assassiné à Lubenec, le 30 avril 1945[64]. Son nom a été donné à la rue allant de la mairie de Contes à la place de la République.
- Joseph et Ludovina Gallo, Justes parmi les nations[65].

#### Arts et culture
- Annie Vernay, actrice française des années 30. Née à Genève en 1921, décédée en 1940 à Buenos Aires (Argentine). Sa famille achète une propriété à Sclos en 1932, et elle devient en enfant du pays. Remarquée par Maurice Chevalier au cours d’un évènement à Juan-les-Pins, elle se lance dans le cinéma. Elle tournera 7 films en France, les 2 plus importants étant « La Princesse Tarakanova » en 1937 et « Le Roman de Werther » en 1938. Munie d’un contrat avec Hollywood, elle s’embarque pour la Californie en faisant un détour par l’Amérique du sud. La tragédie frappe à son arrivée à Buenos Aires où elle est atteinte de la typhoïde et du typhus. Elle meurt en Argentine à l’âge de 20 ans, au seuil d’une carrière cinématographique plus que prometteuse. Après sa mort, elle est surnommée « L’Étoile filante du cinéma français ».Ray Pansini a publié  en 2022 un recueil poetique  en forme  d' hommage : ANNIE.V .Disponible au Musee de Contes .
- Bernard Pagès, né en 1940, artiste plasticien contemporain. Il habite la commune, et plusieurs de ces œuvres y sont visibles, notamment à l'entrée du collège de Contes et au niveau de la Passerelle du Millénaire sur le Paillon.
- Maryline Desbiolles, écrivaine née en 1959, prix Femina 1999 pour Anchise. Elle habite la commune. Une grande partie de ses romans ont leur cadre situé dans la vallée du Paillon, notamment Anchise et Le Neveu d'Anchise qui se déroulent à La Pointe de Contes.

### Héraldique
Le blason le plus ancien de la commune apparaît sur un bas-relief de la fontaine Renaissance, place de la République. Daté de 1587, il représente un tronc et cinq feuilles d'olivier.
Depuis 1665, le blason figure un grenadier (originellement peut-être un châtaignier) à huit fruits d'or éclatés sur fond d'azur.
En 1700, la commune dit Franc-Alleu, confirme sa seigneurie en se donnant le titre de « comtesse ».
| Blason de Contes | Blason  | D'azur au grenadier fruité de huit pièces d'or, terrassé de sinople. Couronne de comtesse |
| Blason de Contes | Détails | Le statut officiel du blason reste à déterminer.                                          |

## Pour approfondir